# Battaglia del Mediterraneo
La battaglia del Mediterraneo fu il complesso delle operazioni aeronavali intercorse nel bacino del Mediterraneo durante la seconda guerra mondiale, dal giugno 1940 al maggio 1945. Gli scontri videro confrontarsi, fino al settembre del 1943, principalmente la Regia Marina italiana (sostenuta da unità aeree italiane e tedesche e dai sottomarini inviati dalla Germania nazista) e la Royal Navy, con la Mediterranean Fleet, appoggiata dalle marine militari dei paesi del Commonwealth e soprattutto, dal novembre 1942, dalle forze aeronavali degli Stati Uniti d'America. Dopo la stipula dell'armistizio di Cassibile da parte dell'Italia, la Kriegsmarine continuò a portare avanti l'opposizione alle forze degli Alleati nel Mediterraneo, anche se il ritmo delle operazioni calò drasticamente a causa della schiacciante superiorità anglo-statunitense.
Le operazioni navali nel Mediterraneo si strutturarono come delle grandi battaglie di convogli navali. Entrambi i contendenti erano impegnati a proteggere le proprie linee di rifornimento navale e insidiare al contempo quelle avversarie: i convogli italo-tedeschi seguivano principalmente la rotta nord-sud, diretti a rifornire le truppe dell'Asse schierate in Libia e poi Tunisia, mentre la Royal Navy allestì un sistema di rifornimento per sostenere la strategica isola di Malta (esposta ai bombardamenti dell'Asse per gran parte della lotta) a partire dalle sue basi di Gibilterra e Alessandria d'Egitto, seguendo quindi una rotta ovest-est. I combattimenti più importanti si svolsero quindi nel punto di incontro tra le rotte opposte, nell'area del Mediterraneo centrale compresa tra la Sardegna e Creta.
Entrambi i contendenti fecero largo ricorso agli attacchi di sommergibili, aerei e di forze navali leggere per disturbare il traffico dell'avversario, e la Regia Marina fu molto attiva anche nel campo delle incursioni di sabotatori direttamente all'interno dei porti nemici tramite il suo reparto scelto della Xª Flottiglia MAS; per contro, i combattimenti tra navi maggiori furono eventi relativamente rari, legati spesso a circostanze fortuite e quasi mai dall'esito decisivo.
Lo scontro rimase sostanzialmente in equilibrio fin verso il novembre 1942: la flotta italiana assicurò un flusso costante di rifornimenti al fronte libico ma logorò pesantemente le sue forze (in particolare il naviglio leggero), mentre la dura opposizione delle forze dell'Asse ai convogli britannici per Malta fece quasi temere una resa per fame dell'isola. Lo sbarco dei reparti anglo-statunitensi in Marocco e Algeria nel corso dell'operazione Torch e soprattutto l'ingresso nel Mediterraneo di preponderanti forze aeree e navali statunitensi fecero pendere definitivamente l'ago della bilancia dalla parte degli Alleati, rendendo insostenibile il sistema di rifornimento delle forze dell'Asse in Nordafrica. L'invasione della penisola italiana, con gli imponenti sbarchi anfibi in Sicilia e a Salerno, sancì infine l'assoluto predominio navale assunto dagli Alleati nel Mediterraneo.

## Le forze in campo

### Regia Marina
Quando il 10 giugno 1940 l'Italia entrò nella seconda guerra mondiale, la Regia Marina era numericamente la quinta al mondo dopo la Royal Navy, United States Navy, la Marina imperiale giapponese e la Marine nationale; tenendo conto del teatro e dei compiti operativi più limitati, poteva essere considerata alla pari con le altre principali nazioni che operavano nel teatro del Mediterraneo, gravate da compiti ben più estesi. La marina italiana aveva però carenze tattico-strategiche, tecniche e costruttive che sarebbero emerse durante le operazioni belliche; la resa della Francia portò comunque la flotta italiana ad essere la principale tra quelle dei paesi mediterranei.

La nave da battaglia Vittorio Veneto con la livrea mimetica del 1943

Allo scoppio della guerra la Regia Marina aveva appena immesso in servizio, anche se non erano ancora pienamente operative, due moderne navi da battaglia della classe Littorio, la Littorio e la Vittorio Veneto, dal dislocamento di 40 000 tonnellate, capaci di raggiungere i 30 nodi di velocità e armate con nove cannoni da 381 mm; altre due unità di questa classe erano in cantiere, ma solo la Roma fu completata mentre la Impero non fu mai del tutto allestita. Erano poi disponibili quattro corazzate risalenti alla prima guerra mondiale (Giulio Cesare, Conte di Cavour, Duilio, Andrea Doria) rimodernate nel corso degli anni 1930, con un dislocamento di 29 000 tonnellate e dieci pezzi da 320 mm; completavano l'organico sette incrociatori pesanti da 10 000 tonnellate dotati di cannoni da 203 mm, il vecchio incrociatore corazzato San Giorgio trasformato in pontone contraereo, dodici incrociatori leggeri, 53 cacciatorpediniere, 71 torpediniere (molte delle quali cacciatorpediniere della prima guerra mondiale obsoleti e riclassificati), 50 MAS e 115 sommergibili.
Il nucleo centrale della flotta era costituito da unità di costruzione relativamente moderna, varate dopo il 1925, e che al giugno del 1940 risultavano al 90% perfettamente operative. Le navi erano competitive sul piano internazionale, ma la scelta di privilegiare la velocità portò a unità dalla scarsa protezione e con qualità nautiche non sempre ottimali (svariati cacciatorpediniere riportarono danni e alcuni fecero naufragio a causa di tempeste). La politica di potenza del regime fascista giocò a favore di una grande espansione numerica della Regia Marina, ma comportò grossi cedimenti sul piano industriale: l'aver troncato negli anni 1920 ogni rapporto con aziende estere per la fornitura di equipaggiamenti bellici, una scelta protezionistica dell'industria italiana più che politica, obbligò la Marina ad avviare programmi nazionali in particolare per la realizzazione di artiglierie di grosso calibro, le quali non erano ancora messe a punto al momento dell'entrata in guerra e che registrarono risultati mediocri. La Marina dovette accettare i limiti di modernità e gli alti prezzi imposti dai grandi gruppi industriali italiani (cosa resa ancora più critica dai vari accordi di cartello stipulati tra questi) e i tempi lunghi per la realizzazione di nuove costruzioni che rendevano di fatto insostituibili le unità già in servizio: fino al settembre 1943 presero servizio appena una nuova corazzata, tre incrociatori leggeri, cinque cacciatorpediniere, 39 sommergibili e alcune decine di unità per la protezione dei mercantili (torpediniere di scorta e corvette).

La portaerei Aquila, rimessa a galla e prossima alla demolizione nel 1951

Critica era la mancanza di una componente aeronavale. L'assenza negli organici della Regia Marina di portaerei si rivelò un grave problema, che tuttavia non poteva essere evitato: l'Italia, una media potenza industriale nel campo delle costruzioni navali di grosso tonnellaggio, non poteva permettersi di portare avanti in parallelo la costruzione tanto di portaerei quanto di navi da battaglia (per costruire due portaerei negli anni 1930 la Regia Marina avrebbe dovuto rinunciare all'ammodernamento delle quattro corazzate della prima guerra mondiale) e, ancora ai primi anni 1940, la cultura navale mondiale assegnava un ruolo di netta preminenza alle corazzate nelle battaglie in mare: nel 1939 erano in servizio nel mondo 80 corazzate a fronte di sole 17 portaerei. Solo a guerra inoltrata si decise di impostare due portaerei, l'Aquila e la Sparviero, trasformando due transatlantici preesistenti mediante l'aggiunta di un ponte e sistemi di lancio degli apparecchi; con l'aiuto tedesco furono inoltre messi a punto addestramento dei piloti e modelli da imbarcare, ma i lavori su entrambe le unità, sebbene giunti a buon punto, furono bloccati nel clima di tensione precedente la resa italiana del settembre 1943. Molto più grave fu la rinuncia a istituire una componente aerea basata a terra: pesarono l'opposizione della Regia Aeronautica, che si ostinò a mantenere il comando di tutti i velivoli, la mancanza di un coordinamento tra le varie forze armate e l'indifferenza per la questione tanto del potere politico quanto del comando della stessa Marina. Figlia di questi atteggiamenti fu anche la decisione di non sviluppare minimamente la specialità degli aerosiluranti: malgrado la sperimentazione italiana a metà degli anni 1930 fosse a uno stadio assai più avanzato rispetto alle altre nazioni (nel 1937 il silurificio Whitehead di Fiume aveva messo a punto un siluro capace di funzionare con lancio da 80 metri – altezza per i tempi notevole – che fu poi acquistato dalla Germania), tanto l'Aeronautica quanto la Marina dettero prova di ampio disinteresse, salvo tornare sui loro passi e improvvisare dopo le prime negative esperienze di guerra. L'aereo prescelto per la specialità fu il vecchio Savoia-Marchetti S.M.79, non più adatto al suo ruolo originario di bombardiere: benché robusto e maneggevole, risultò troppo grande e lento per questo nuovo impiego.

Il regio sommergibile

Vi erano molteplici altre deficienze, fondamentalmente riscontrabili anche in altre marine militari ma che, sommate insieme, risultavano un impedimento importante al corretto funzionamento dell'arma: la struttura di comando accentrava troppo potere al quartier generale Supermarina a scapito dell'autonomia decisionale dei comandanti in mare; l'addestramento degli equipaggi era insufficiente (negli anni 1930 meno del 4% del bilancio annuale della Marina era riservato a questo compito) e ignorava quasi completamente il combattimento notturno; la progettazione e sviluppo di un apparato radar, pur a fronte di sperimentazioni nazionali, fu ignorata: mancarono fondi, fiducia e interesse, e la scelta aggravò la scarsa dimestichezza alla battaglia notturna; ancora, la flotta subacquea italiana era nel 1940 la prima al mondo per dimensioni (solo l'Unione Sovietica la superava numericamente, ma era costretta a suddividere i battelli in quattro bacini marini diversi), eppure le dottrine d'impiego erano ferme alla guerra precedente (attacchi statici in immersione contro navi isolate) e le unità rivelarono vari inconvenienti tecnici e di progettazione quali torrette troppo grandi e vistose o eccessivi tempi di immersione. La Regia Marina era invece in vantaggio nell'ambito dei mezzi d'assalto subacquei, gestiti dalla Xª Flottiglia MAS: unità di volontari eccellentemente addestrati, operanti macchine artigianali ma che si rivelarono efficaci per la mancanza iniziale di strategie atte a contrastarle, la Xª MAS riuscì a ottenere diversi importanti successi contro la flotta britannica nel Mediterraneo.

### Royal Navy

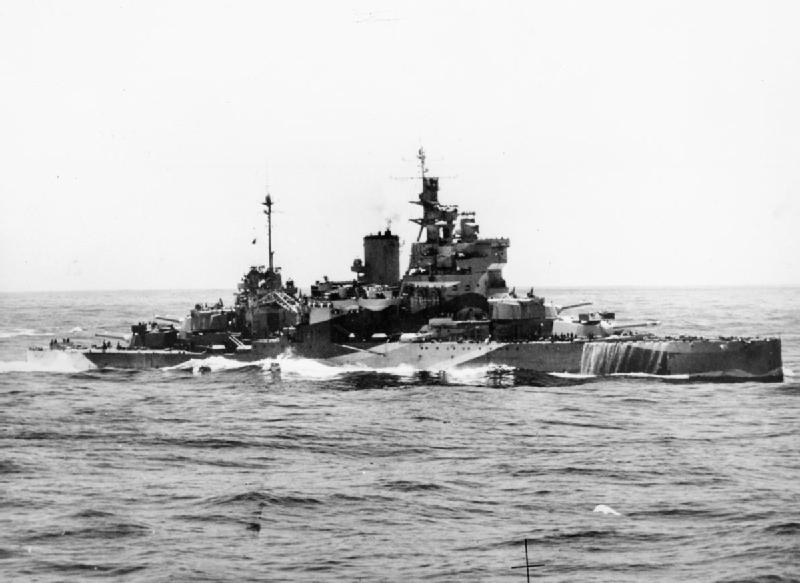
La nave da battaglia Valiant, una delle principali unità da combattimento della Mediterranean Fleet

La presenza della Royal Navy nel Mediterraneo risaliva fino al XVIII secolo, agevolata dal possesso da parte del Regno Unito di poche ma strategiche posizioni nel bacino: erano possedimenti britannici l'isola di Malta, sita in posizione strategica al centro del Mediterraneo, l'isola di Cipro più a est, la rocca di Gibilterra che controllava l'accesso occidentale al bacino; dalla fine della prima guerra mondiale si aggiunse il mandato britannico della Palestina, dove il porto di Haifa fungeva da terminale per diversi oleodotti del Medio Oriente. L'Egitto, benché formalmente indipendente dal 1922, era ancora tenuto sotto stretto controllo britannico a causa dello strategico canale di Suez.
La difesa degli interessi britannici nel Mediterraneo era affidata alla Mediterranean Fleet: inizialmente di base a Malta, con il peggiorare delle relazioni tra Regno Unito e Italia alla metà degli anni 1930 si trasferì nella nuova base di Alessandria d'Egitto. Tenuta a organico minimo durante il periodo della "strana guerra", a partire dall'aprile 1940 era stata accresciuta in numero in vista di un possibile intervento dell'Italia nel conflitto: agli ordini dell'ammiraglio Andrew Cunningham furono concentrate quattro navi da battaglia (Warspite e Malaya della classe Queen Elizabeth, Ramillies e Royal Sovereign della classe Revenge), la portaerei Eagle, il monitore Terror, nove incrociatori, ventisei cacciatorpediniere, dodici sommergibili e varie unità da appoggio, mentre a Malta rimasero solo poche forze leggere. Le navi da battaglia di Cunningham erano tutte risalenti alla prima guerra mondiale, ma la Warspite era stata rimodernata negli anni 1930 e, a ostilità iniziate, fu raggiunta dalle sue pari classe Queen Elizabeth e Barham, parimenti ricostruite. Infine a Gibilterra si trovavano la portaerei Argus, due incrociatori e nove cacciatorpediniere, dipendenti non dalla Mediterranean Fleet ma dal comando per il Nord Atlantico; in generale, all'inizio della guerra il Regno Unito era impegnato su vari fronti e, ritenendo che la flotta francese fosse quantitativamente pari a quella italiana e potesse validamente fronteggiarla, preferì limitare l'invio di forze nel bacino.

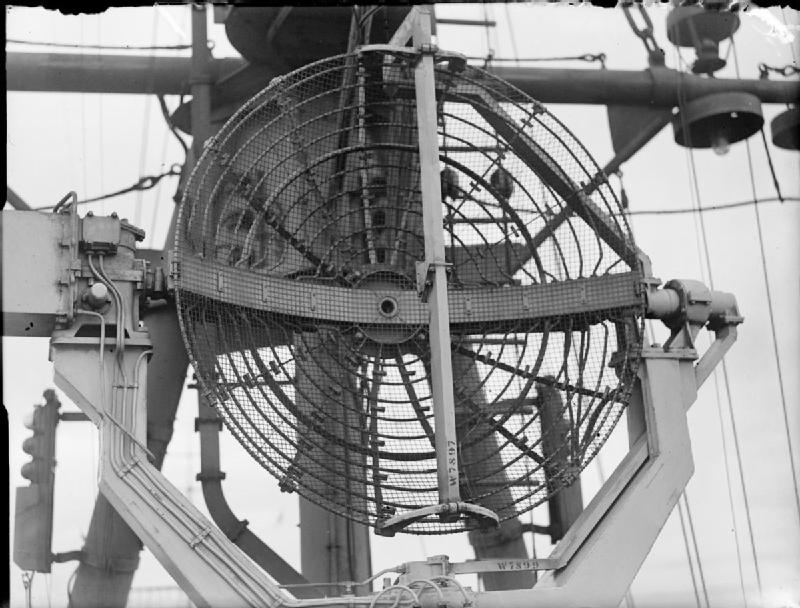
L'antenna di un sistema radar britannico Type 277, qui installata sull'incrociatore Swiftsure

Benché con risorse limitate, nel Mediterraneo i britannici potevano contare su diversi punti di forza: da vari anni la Royal Navy aveva istituito una politica di rotazione molto lenta tra gli equipaggi, per cui la permanenza di ufficiali e marinai nel Mediterraneo era stata accresciuta a due anni e mezzo e affiancata da un duro addestramento; inoltre le unità erano tenute sempre in elevata prontezza operativa. Nel periodo immediatamente precedente lo scoppio del conflitto si era aggiunto un serrato addestramento notturno, frutto di varie riflessioni ad alto livello tra il 1929 e il 1932, cui aveva concorso il comandante della Mediterranean Station Lord Ernle Chatfield che fece dell'efficienza nel combattimento notturno un punto di forza delle sue unità. Il suo successore, ammiraglio William Wordsworth Fisher, proseguì sulla stessa linea incentivandola con l'inizio della guerra d'Etiopia e della guerra civile spagnola: in queste occasioni la flotta fu messa praticamente sul piede di guerra. La disponibilità di portaerei e unità della Fleet Air Arm garantiva una solida copertura delle formazioni britanniche, le quali a loro volta potevano contare sull'importante ausilio del radar, divenuto ben presto uno strumento indispensabile; rilevante fu anche il sistema di decrittazione delle comunicazioni radio dell'Asse, denominato "Ultra": anche se non in grado di decifrare tutte le comunicazioni del nemico, Ultra garantì il successo di diverse azioni, in particolare durante la lotta ai convogli dell'Asse in rotta verso la Libia italiana.

### Marine nationale

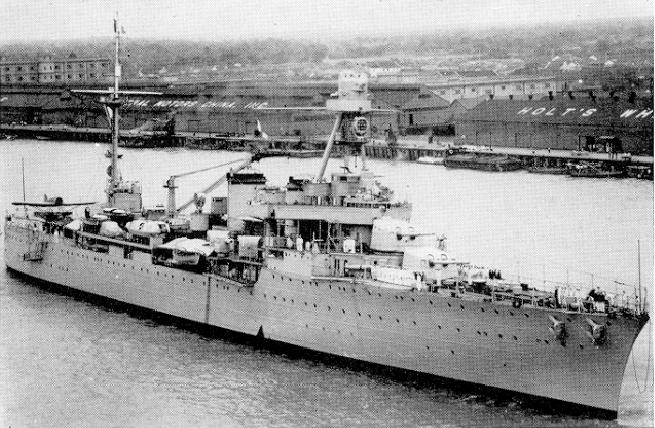
L'incrociatore francese Duguay-Trouin

La Marine nationale si assunse la responsabilità di sorvegliare il Mediterraneo occidentale, mantenendo forze navali minori nei mandati di Siria e Libano e nel Mar Egeo. La marina francese era numerosa ma accusava una certa obsolescenza di svariate unità: ad esempio la linea da battaglia annoverava le tre vecchie corazzate della classe Bretagne cui si affiancavano quelle più recenti della classe Dunkerque, mentre le moderne unità della classe Richelieu erano ancora in allestimento. Importante era inoltre la squadra di incrociatori, che allineava i quattro incrociatori pesanti della classe Suffren, i due della classe Duquesne e l'esemplare singolo Algérie; erano poi disponibili sei incrociatori leggeri della classe La Galissonnière, i due esemplari unici Jeanne d'Arc ed Émile Bertin e i tre componenti della classe Duguay-Trouin risalenti agli anni 1920. I cacciatorpediniere erano ventisette, compresi quelli delle classi Chacal e Le Fantasque, base progettuale per gli innovativi "cacciatorpediniere pesanti" classe Mogador che erano più assimilabili a incrociatori leggeri. Infine si aggiungevano parecchie unità di scorta e leggere e una consistente componente di sommergibili (32 battelli): una parte era comunque di stanza in Estremo Oriente, Caraibi e Africa.
In generale la Marine nationale era in grado di affrontare la flotta italiana, presupposto sul quale era stato pianificato l'intero processo di costruzione e varo delle unità da battaglia; tuttavia le forze navali francesi incisero ben poco sulla parte iniziale del conflitto e dopo l'armistizio di Compiègne la Marine nationale fu neutralizzata: in buona parte rimase all'àncora nella base di Tolone, ma un consistente nucleo fu dislocato nei porti africani (Dakar, Mers-el-Kébir e altri); un gruppo di navi, guidato dalla nave da battaglia Lorraine e formato dai tre incrociatori pesanti Suffren, Duquesne e Tourville, da quello leggero Duguay-Trouin, da tre cacciatorpediniere e sette sommergibili, fu sorpreso dall'armistizio nella base britannica di Alessandria.
L'ambigua posizione del governo di Vichy, sorto dalla disfatta della Francia, destò subito ampie preoccupazioni nel Primo ministro britannico Winston Churchill e nei suoi collaboratori, che temevano un voltafaccia della Marine nationale in favore dell'Asse e un peggioramento del quadro strategico soprattutto nel Mediterraneo. Allo scopo di evitare una simile eventualità e di dimostrare drammaticamente la ferrea volontà britannica di continuare la lotta, Churchill impose l'esecuzione dell'operazione Catapult: alle navi francesi fu posto l'ultimatum di lasciarsi disarmare dai britannici o di essere attaccate. La squadra di Alessandria si lasciò internare senza opporre resistenza, ma la flotta ammassata a Mers-el-Kébir rifiutò di cedere e fu per questo pesantemente attaccata dalla Royal Navy: la vecchia nave da battaglia Bretagne esplose con gravissime perdite in vite umane, pesanti danni subì anche l'incrociatore da battaglia Dunkerque e alcune altre unità furono catturate. La durezza dell'operato britannico accese il risentimento e il rancore dei francesi, sì che la grande maggioranza del personale della Marine nationale internato fu, in seguito, assai riluttante a schierarsi con la forza navale della Francia libera.

### Kriegsmarine

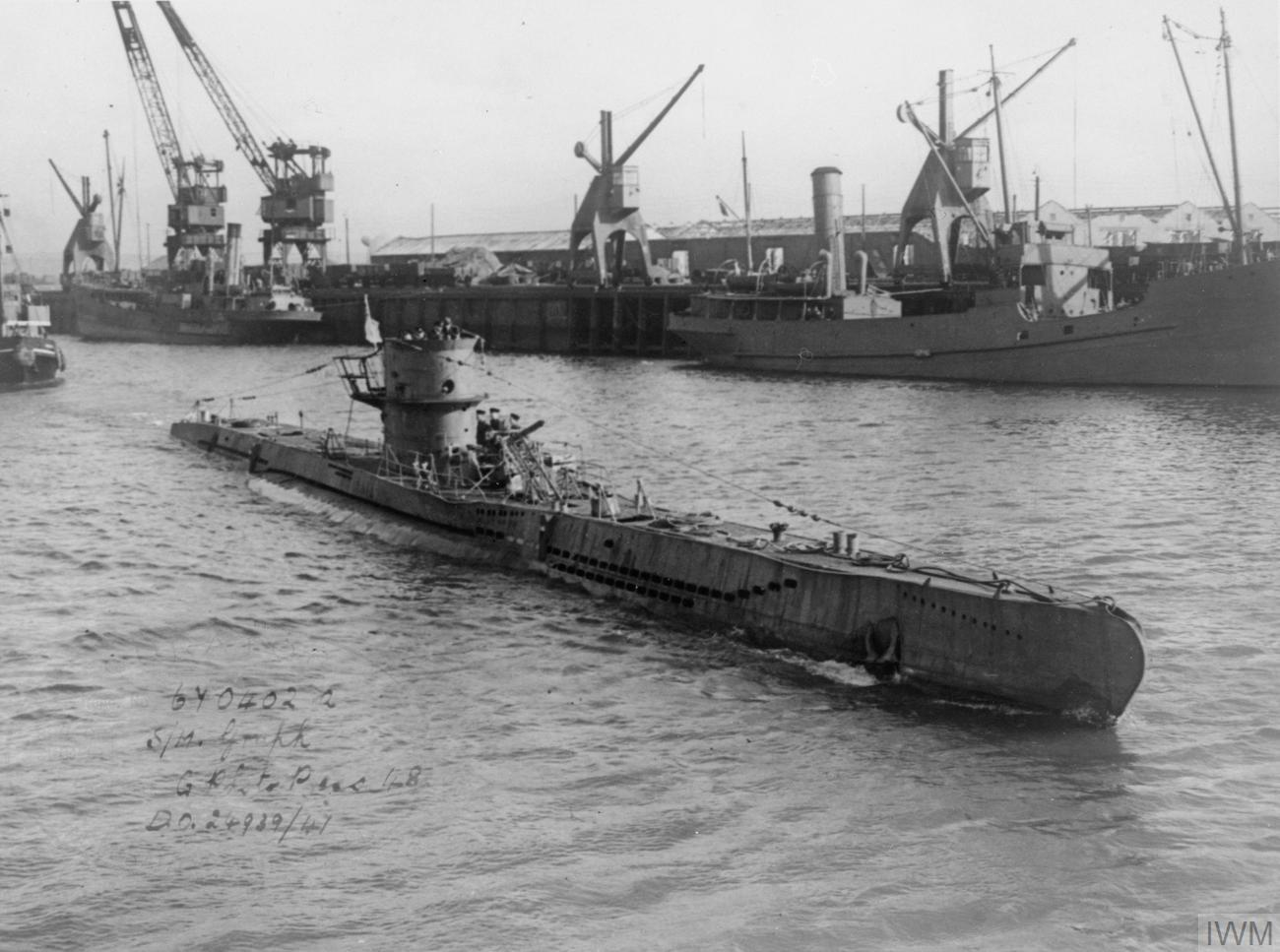
Un sommergibile Tipo VIIC tedesco

Concentrata nella guerra continentale contro le potenze occidentali e l'Unione Sovietica, la Germania considerò a lungo il settore del Mediterraneo come un fronte secondario, cui destinare fondamentalmente poche risorse; cionondimeno, su esplicita richiesta di Adolf Hitler, la Kriegsmarine fu chiamata a sostenere lo sforzo bellico italiano. Il 26 agosto 1941 Hitler ordinò l'invio di un primo contingente di sommergibili (U-Boot), mettendo a tacere le obiezioni del comandante delle forze subacquee tedesche ammiraglio Karl Dönitz che considerava questo impiego un'inutile dispersione di forze dal teatro principale dell'Oceano Atlantico; i primi battelli arrivarono a fine settembre 1941, iniziando subito a mietere notevoli successi contro le forze navali britanniche. Tra il 1941 e il 1944 furono in totale 62 gli U-boot tedeschi (tutti appartenenti alla numerosa classe Tipo VIIC) inviati nel Mediterraneo, con circa una ventina di unità contemporaneamente presenti nel medesimo momento divise tra la 23ª Flottiglia di base a Salamina e la 29ª Flottiglia a La Spezia, poi a Tolone; buone caratteristiche tecniche delle unità, eccellente addestramento degli equipaggi e ben sperimentate tattiche fecero sì che ai sommergibili tedeschi andasse ascritto il grosso dei risultati ottenuti dalle forze subacquee dell'Asse nel Mediterraneo.
La Kriegsmarine contribuì alle operazioni nel Mediterraneo anche con naviglio di superficie: furono attivate flottiglie di motosiluranti (S-Boot), dragamine e mezzi da trasporto come traghetti e motozattere, integrate da alcuni mezzi catturati al nemico (il cacciatorpediniere ZG3 Hermes, già unità greca Vasilefs Georgios catturata nel maggio 1941, fu a lungo l'unità di superficie tedesca di maggior tonnellaggio nel Mediterraneo). Dopo la resa dell'Italia nel settembre 1943 i tedeschi si impossessarono di un gran numero di navi della Regia Marina e svariate unità di scorta (cacciatorpediniere, torpediniere e corvette) furono integrate nella Kriegsmarine come Torpedoboote Ausland; i tedeschi arrivarono a disporre di varie decine di unità di superficie, capaci però di garantire solo un certo traffico costiero e a condurre qualche azione di minamento offensivo. Impressionati dai notevoli successi dei mezzi d'assalto italiani, i tedeschi si dedicarono a progettare mezzi simili (barchini esplosivi, minisommergibili, siluri pilotati) e li utilizzarono in gran numero nel Mediterraneo, in particolare durante gli sbarchi ad Anzio e in Provenza, ma ottenendo in definitiva pochi risultati.

### Altre flotte

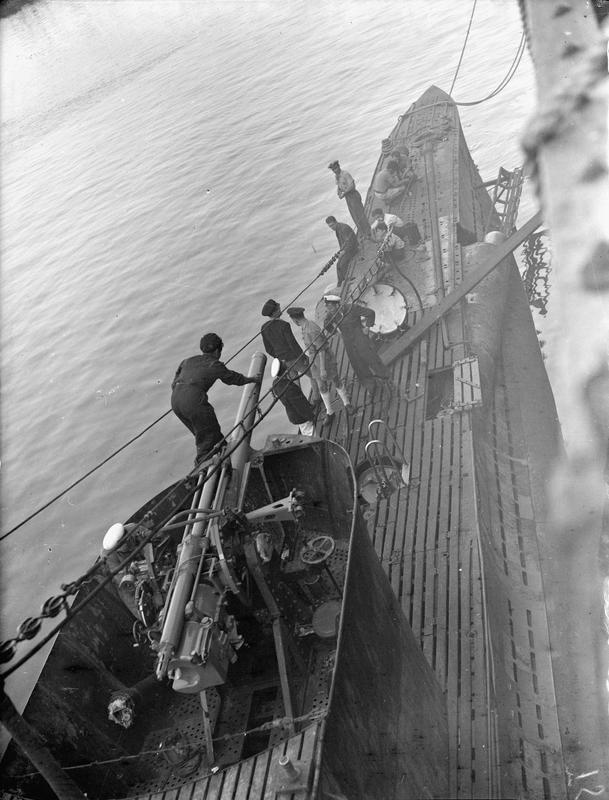
La falsatorre del sommergibile greco Papamicolis

Un contributo allo sforzo bellico britannico nel Mediterraneo fu offerto da varie nazioni alleate. Paesi del Commonwealth inviarono unità navali: l'Australia fornì una squadriglia di cacciatorpediniere reduci della prima guerra mondiale, trasferiti alla Royal Australian Navy verso il 1930 e riattivati allo scoppio delle ostilità, denominata dalla propaganda nazista "Flottiglia di rottami di ferro"; inoltre a due riprese fu assegnato alla Mediterranean Fleet anche un incrociatore leggero (prima lo HMAS Sydney e poi lo HMAS Perth), ma quasi tutte le unità australiane furono richiamate in patria dopo l'attacco di Pearl Harbor e l'ingresso in guerra del Giappone. Il Canada fornì cacciatorpediniere e unità di scorta in particolare dopo gli sbarchi dell'operazione Torch in Nordafrica, mentre contingenti simbolici furono inviati anche da Nuova Zelanda (incrociatore leggero HMNZS Leander), Sudafrica e India britannica. Nazioni occupate dai tedeschi come Polonia e Paesi Bassi misero a disposizione dei cacciatorpediniere, che furono accorpati alle squadriglie o ai gruppi di scorta britannici.
Al momento dell'invasione italiana dell'ottobre 1940, la Grecia poteva disporre solo dell'incrociatore corazzato Georgios Averof (ormai obsoleto e impiegato come nave scuola), di due vecchie navi da difesa costiera (pre-dreadnought classe Kilkis, non più bellicamente efficienti), dieci cacciatorpediniere, tredici torpediniere, sei sommergibili e altre unità ausiliarie; un certo numero di navi elleniche riuscì a riparare in Egitto dopo l'invasione tedesca della Grecia e, integrate con alcune unità cedute dalla Royal Navy, continuarono a operare a fianco dei britannici nel Mediterraneo. La quasi totalità delle unità della marina del Regno di Jugoslavia (un vecchio incrociatore leggero, cinque cacciatorpediniere e quattro sommergibili) cadde in mano agli italiani dopo l'occupazione del paese da parte dell'Asse, ma equipaggi jugoslavi operarono nel Mediterraneo su un pugno di unità leggere cedute dai britannici.

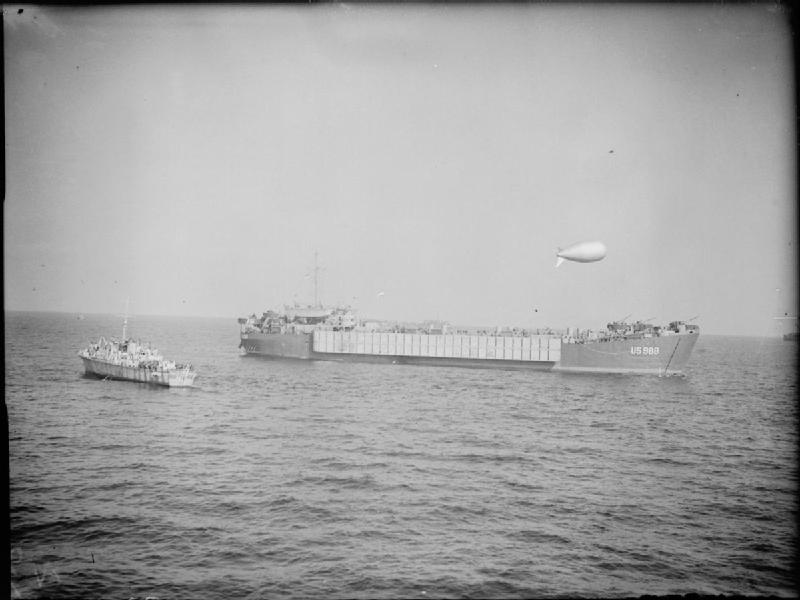
Una LST statunitense nel 1944 durante gli sbarchi dell'operazione Dragoon

Decisivo fu il massiccio contributo della United States Navy in particolare a partire dall'operazione Torch, che fece pendere definitivamente la bilancia dalla parte degli Alleati. Con il grosso delle unità statunitensi impegnato nel teatro del Pacifico contro i giapponesi o nella battaglia dell'Atlantico contro i tedeschi, nel Mediterraneo la United States Eighth Fleet, creata nel marzo 1943, ebbe inizialmente una forza da combattimento relativamente ridotta, composta per lo più da cacciatorpediniere sostenuti da alcuni incrociatori leggeri; al momento dell'operazione Dragoon, tuttavia, fu corposamente rinforzata dall'arrivo di tre navi da battaglia, risalenti alla prima guerra mondiale ma più che adeguate per il supporto dei reparti a terra, più due portaerei di scorta e tre incrociatori pesanti. Il maggior contributo degli Stati Uniti alle operazioni navali nel Mediterraneo si concretizzò piuttosto nella fornitura di ampi quantitativi di mezzi da sbarco di vario tipo, di navi trasporto truppe e di mercantili della prolifica classe Liberty.

## Gli obiettivi strategici

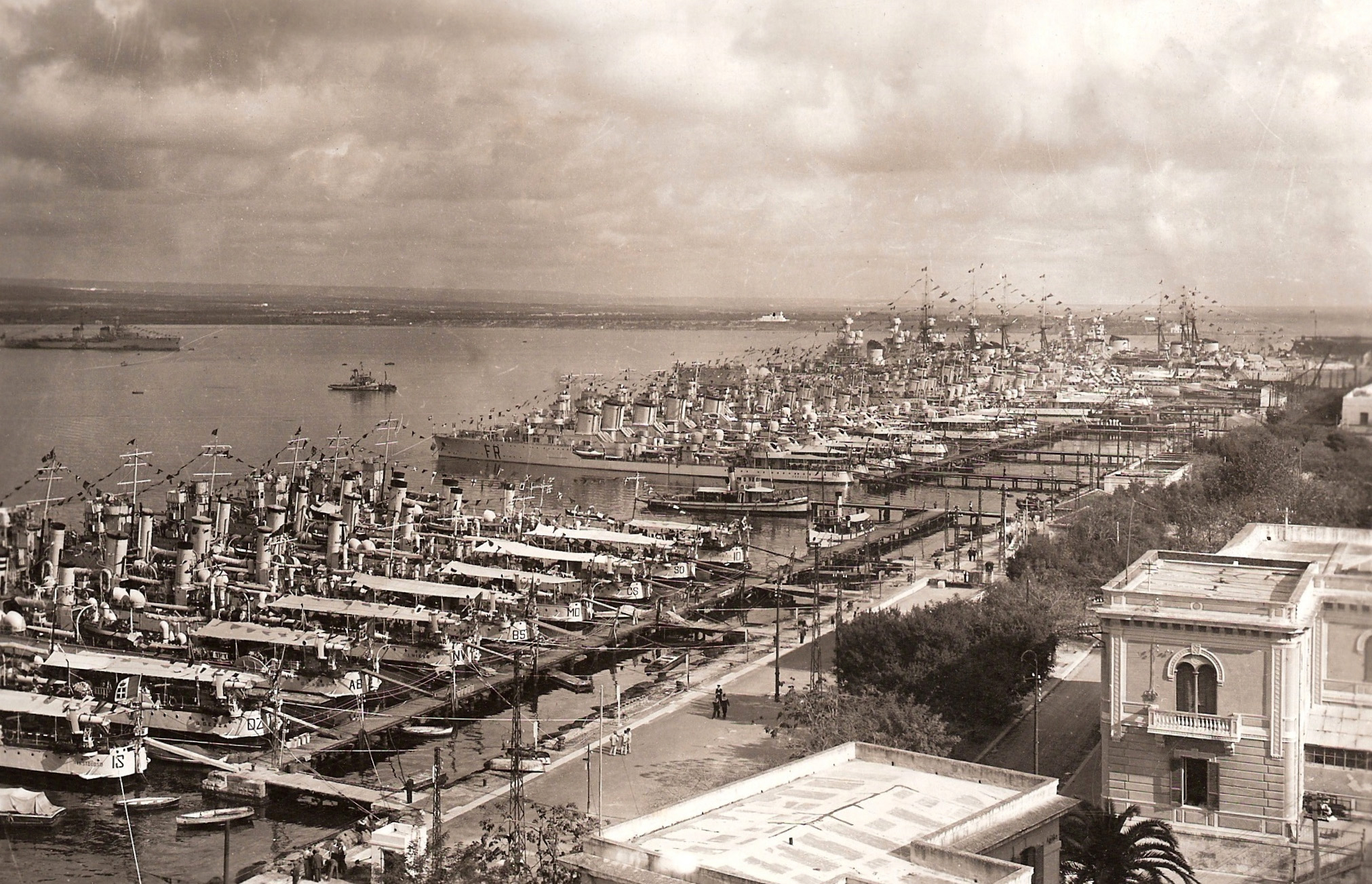
Navi italiane ormeggiate al porto di Taranto, una delle principali basi della Regia Marina

Nel giugno 1940 l'Italia entrò in guerra senza una chiara strategia per combattere il conflitto. La Regia Marina era tradizionalmente sostenitrice della "politica adriatica", volta ad acquisire il controllo del Mare Adriatico e delle coste della Dalmazia e perciò, in ragione dell'alleanza tra Regno di Jugoslavia e Francia, la Marine nationale era stata sempre considerata come la più plausibile rivale in caso di conflitto. Uno scontro con la Mediterranean Fleet britannica fu sempre escluso in via di principio almeno fino alla metà degli anni 1930, quando la crisi generata dalla guerra d'Etiopia fece palesare per la prima volta la possibilità di una guerra tra Italia e Regno Unito.
La prospettiva di affrontare contemporaneamente le flotte francese e britannica era giudicata in maniera fortemente negativa dal comando della Regia Marina. Al promemoria di Mussolini del 31 marzo 1940, che prescriveva per la Regia Marina «offensiva su tutta la linea del Mediterraneo e fuori», rispose il 14 aprile un lungo documento del capo di stato maggiore ammiraglio Domenico Cavagnari: vista l'assoluta prevalenza numerica degli anglo-francesi e la possibilità per il nemico di ripianare le proprie perdite, si imponeva per le forze navali un atteggiamento sostanzialmente difensivo, senza rischiare la flotta da battaglia in scontri diretti e agendo secondo la dottrina della "flotta in potenza". La marina italiana puntò a instaurare un sicuro controllo del canale di Sicilia, ma escluse esplicitamente la possibilità di proteggere il traffico mercantile nazionale e soprattutto i convogli di rifornimento per le truppe italiane stanziate in Libia, problema operativo ritenuto irresolubile. La critica di Cavagnari all'entrata nel conflitto, con la paradossale situazione di una forza che dichiara la guerra ma è costretta sin da subito a un atteggiamento difensivo, si univa alle proteste per una decisione che avveniva con almeno due anni di anticipo rispetto a quanto preventivato al momento della stipula del Patto d'Acciaio tra Italia e Germania: un conflitto iniziato nel 1942 avrebbe permesso alla Marina di schierare in linea otto navi da battaglia invece delle due subito disponibili nel giugno 1940.

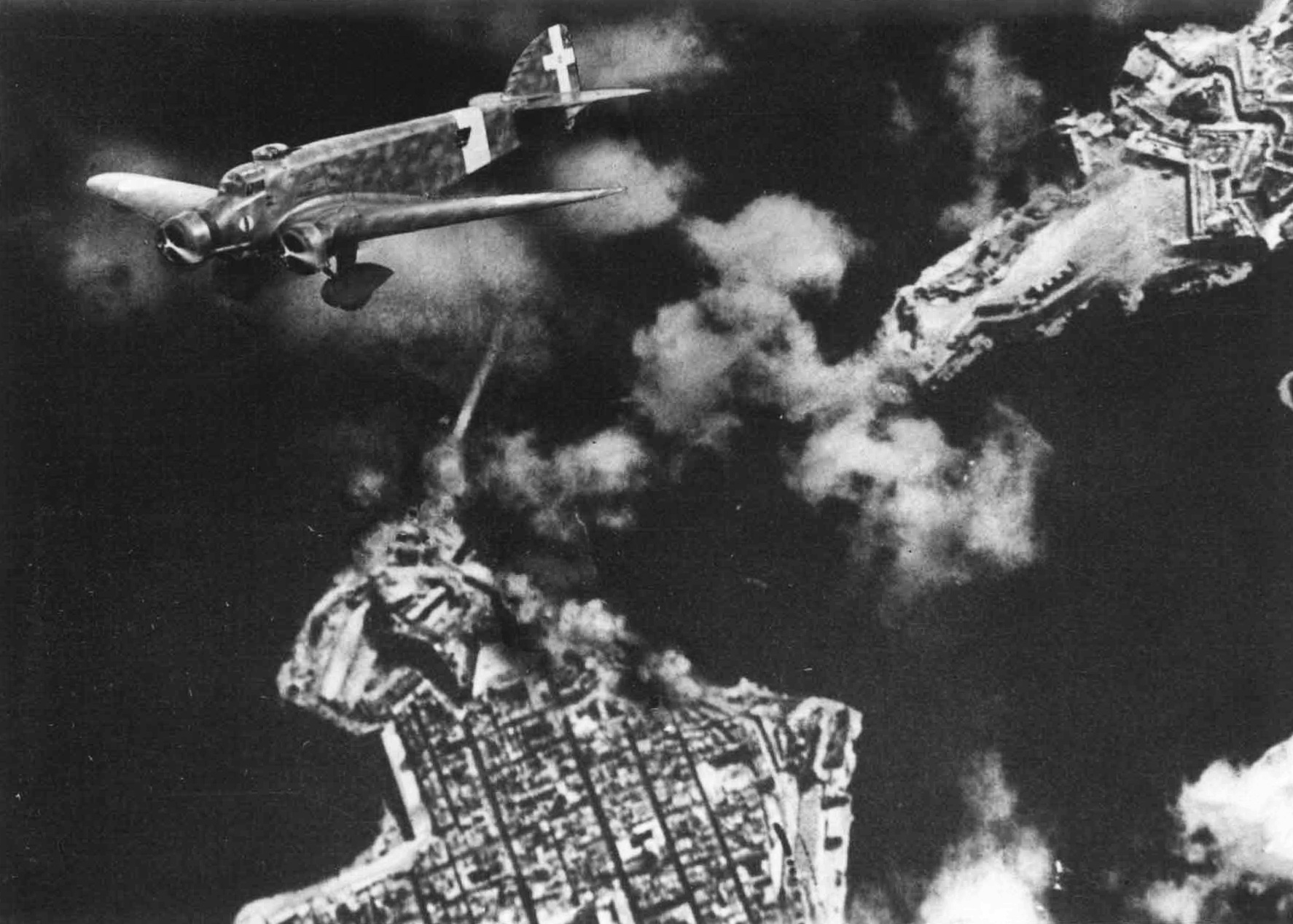
La Valletta e il Porto Grande di Malta sotto bombardamento da parte di S.M.81 italiani

La rapida uscita di scena della Francia e della sua flotta rappresentò un grosso colpo di fortuna per la Regia Marina, che vide migliorare le sue prospettive strategiche: se la cacciata delle forze aeronavali britanniche dal bacino del Mediterraneo, con la conquista di Gibilterra e del canale di Suez, non dipendeva dall'apporto della flotta, cionondimeno la Marina poteva ora tentare di porre sotto il suo controllo il Mediterraneo centrale, assicurando il flusso dei rifornimenti verso la Libia e, all'opposto, interrompendo quello britannico diretto alle sue guarnigioni in Egitto e Malta. Tanto la Regia Marina quanto la Royal Navy continuavano a guardare alla guerra navale come alla battaglia risolutiva tra due flotte contrapposte, ma nel Mediterraneo la contesa si risolse invece in una vasta battaglia di convogli navali: tutti i maggiori scontri furono in pratica battaglie di incontro, scaturite da circostanze più o meno fortuite, tra due squadre impegnate a scortare il proprio traffico o insidiare quello nemico.
La battaglia si svolse per la Regia Marina principalmente lungo le rotte che dall'Italia portavano a Tripoli, Bengasi, Tobruch, lungo le quali i convogli italiani venivano spesso attaccati dalle forze aeronavali britanniche; la rotta ovest-est, che dall'Italia portava i rifornimenti alle forze dislocate nei Balcani e nel Dodecaneso, fu al contrario un teatro di guerra secondario e dove l'azione di contrasto era molto meno pronunciata. Come del resto pronosticato dallo stesso Cavagnari nel documento del 14 aprile, la dichiarazione di guerra italiana portò all'immediato blocco del traffico mercantile britannico verso l'India e il Pacifico via Mediterraneo, deviato sulla più lunga ma più sicura rotta di circumnavigazione del continente africano: in questo modo l'enorme flotta subacquea italiana e gli incrociatori che sacrificavano la protezione per la velocità, armi per loro natura più idonee alla caccia dei mercantili, furono subito messe in una situazione tattica assai sfavorevole. La Regia Marina stessa si ritrovò completamente sprovvista di navi idonee alla difesa del traffico mercantile (le prime unità appositamente concepite non arrivarono che nel 1942), obbligando a impiegare per la scorta o le vecchie torpediniere della prima guerra mondiale (inadatte allo scopo) o i cacciatorpediniere di squadra che, progettati per operare alle alte velocità della flotta da battaglia, subivano un costante logoramento alle macchine quando accompagnavano i lenti mercantili.
All'inizio la Royal Navy rinunciò a difendere la base avanzata di Malta, ritenuta troppo vulnerabile e ben presto evacuata del materiale e del personale indispensabile; quando tuttavia l'azione italiana si concretizzò unicamente in radi e inefficaci bombardamenti aerei, il comando britannico decise di impiegare l'isola come base aerea e per i sommergibili impegnati contro i convogli nemici, affiancati poi anche da una squadra di unità di superficie (Force K): ciò rese obbligatorio rifornire periodicamente l'isola, prima impiegando sommergibili, veloci unità da trasporto e portaerei che catapultavano i loro velivoli una volta avvicinatesi a distanza utile, poi convogli navali fortemente scortati da unità da guerra. L'esperienza britannica nella difesa dei convogli atlantici fu importante, ma le operazioni dell'Asse inflissero comunque pesanti perdite alla Royal Navy. La necessità di sostenere la Grecia obbligò la Mediterranean Fleet a stabilire un collegamento periodico con questa tra l'ottobre 1940 e il giugno 1941, cosa che portò a svariati scontri aerei e navali nelle acque di Creta; obiettivo ulteriore fu poi quello di imporre ad amici e alleati il concetto di superiorità della flotta britannica, anche per non incentivare le mire della Spagna franchista su Gibilterra qualora fosse stata dimostrata debolezza o passività.

## Operazioni principali

### 1940

#### L'apertura delle ostilità

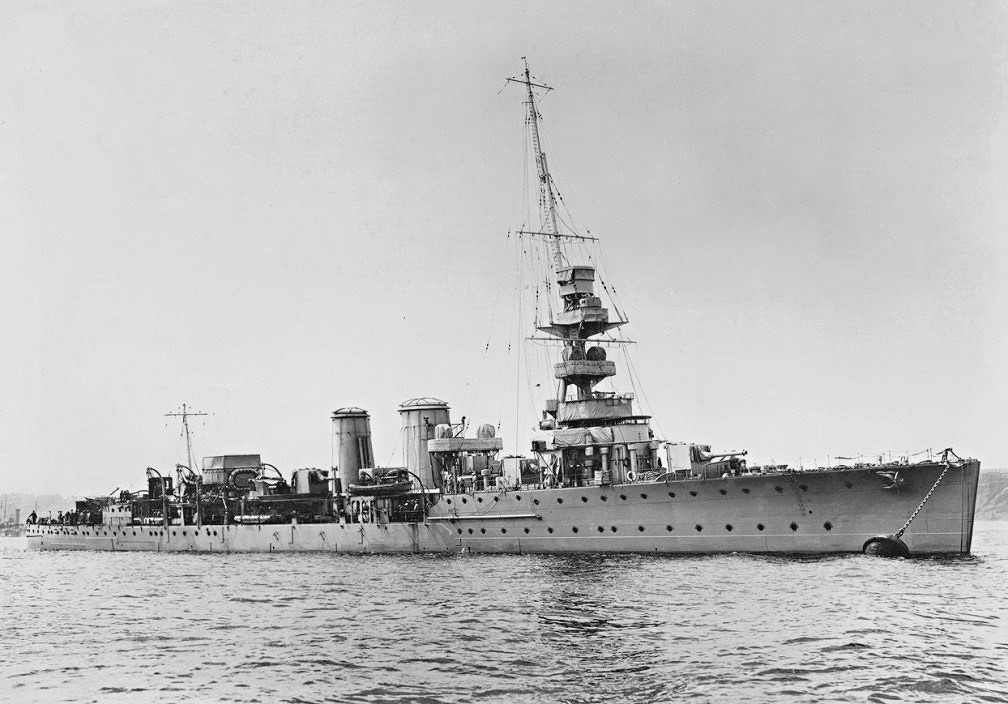
L'incrociatore britannico HMS Calypso, affondato dal Bagnolini

La strategia britannica al principio delle ostilità fu risultato di discussioni tra il comandante della Mediterranean Fleet ammiraglio Cunningham e il Primo ministro Winston Churchill: il primo avrebbe preferito una strategia offensiva limitata al Mediterraneo orientale e tesa a tagliare le comunicazioni tra l'Italia e il Dodecaneso, vista la scarsità di mezzi navali e aerei a disposizione; Churchill, tuttavia, bollò senza mezzi termini questa posizione come "puramente difensiva" e inaccettabile, sostenendo che "i rischi in questa congiuntura devono essere presi in ogni teatro operativo". Pertanto dopo un'ora dall'inizio delle ostilità la squadra di Alessandria uscì in forze diretta a ovest, insieme a uno squadrone di incrociatori francesi che fu inviato nell'Egeo.
La Regia Marina attivò subito, il 10 giugno, numerosi suoi sommergibili, che si portarono nel Mediterraneo orientale per posare campi minati sulle rotte di uscita da Alessandria; alcune unità leggere britanniche annunciarono di avere attaccato sommergibili nemici il 10 e l'11 giugno (probabilmente il posamine Foca), ma il primo successo confermato fu raccolto dal battello Alpino Bagnolini il 12 giugno, quando colò a picco l'incrociatore leggero HMS Calypso che, insieme al gemello HMS Caledon, stava procedendo fra Creta e Gaudo: si ebbero 39 morti tra l'equipaggio mentre il Bagnolini uscì indenne dal bombardamento con cariche di profondità condotto da alcuni cacciatorpediniere. Alcune ore più tardi il sommergibile Naiade silurò la petroliera norvegese Orkanger davanti Alessandria, primo mercantile affondato nella battaglia.

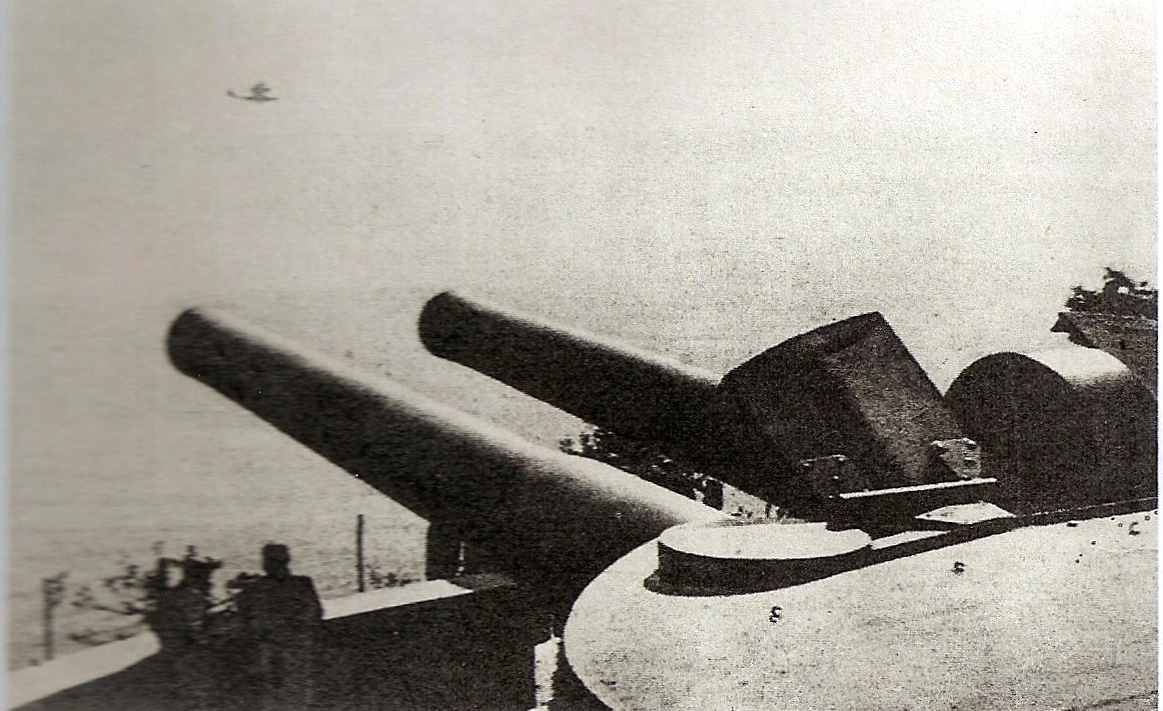
Due grossi calibri della difesa costiera di Genova

Mentre navi italiane stendevano campi minati nel canale di Sicilia e provvedevano a tagliare i cavi sottomarini che garantivano le comunicazioni di Malta, le unità britanniche furono impegnate nelle prime scorrerie contro i porti nemici: il 12 giugno gli incrociatori HMS Liverpool e HMS Gloucester e quattro cacciatorpediniere attaccarono la rada di Tobruch affondando la piccola cannoniera Giovanni Berta, prima unità della Regia Marina perduta nel conflitto. Iniziarono anche le prime perdite di sommergibili: il britannico HMS Odin fu colato a picco da cacciatorpediniere italiani il 13 giugno nel golfo di Taranto, mentre l'italiano Andrea Provana andò perduto il 17 giugno speronato da una torpediniera francese al largo di Orano.
Le unità francesi iniziarono le operazioni nella notte tra il 12 e il 13 giugno, quando alcuni cacciatorpediniere cannoneggiarono postazioni italiane presso il confine tra i due Stati; il 14 una squadra francese con quattro incrociatori e otto cacciatorpediniere bombardò Genova e Savona incontrando una scarsa reazione: un cacciatorpediniere fu danneggiato da una batteria costiera, mentre attacchi di MAS e della torpediniera Calatafimi, le uniche unità italiane in zona, non ottennero risultati. Il 21 giugno la corazzata francese Lorraine e due cacciatorpediniere, accompagnati dagli incrociatori leggeri HMS Orion, HMS Neptune e HMAS Sydney (australiano), bombardarono Bardia in Libia, colpendo ripetutamente le posizioni italiane con la sola perdita dell'idrovolante del Sydney, abbattuto peraltro da fuoco amico; questa fu l'ultima azione effettuata dalla squadra francese: dopo l'armistizio di Compiègne firmato il 22 giugno, la Francia uscì dal conflitto e le sue unità navali furono concentrate nel porto metropolitano di Tolone e nelle basi nordafricane di Mers-el-Kébir, Casablanca e Dakar, mentre la squadra di Alessandria fu bloccata in porto dalle autorità britanniche. L'uscita di scena della Marine nationale costrinse i britannici a istituire in tutta fretta a Gibilterra un distaccamento che potesse scortare i convogli atlantici e impedire alla Regia Marina di penetrare nell'Atlantico: denominata Force H, dal 30 giugno fu capeggiata dall'ammiraglio James Somerville e venne a riunire le navi da battaglia HMS Resolution e HMS Valiant, l'incrociatore da battaglia HMS Hood, la portaerei HMS Ark Royal, l'incrociatore leggero HMS Arethusa e sei cacciatorpediniere.

#### L'inizio della battaglia dei convogli

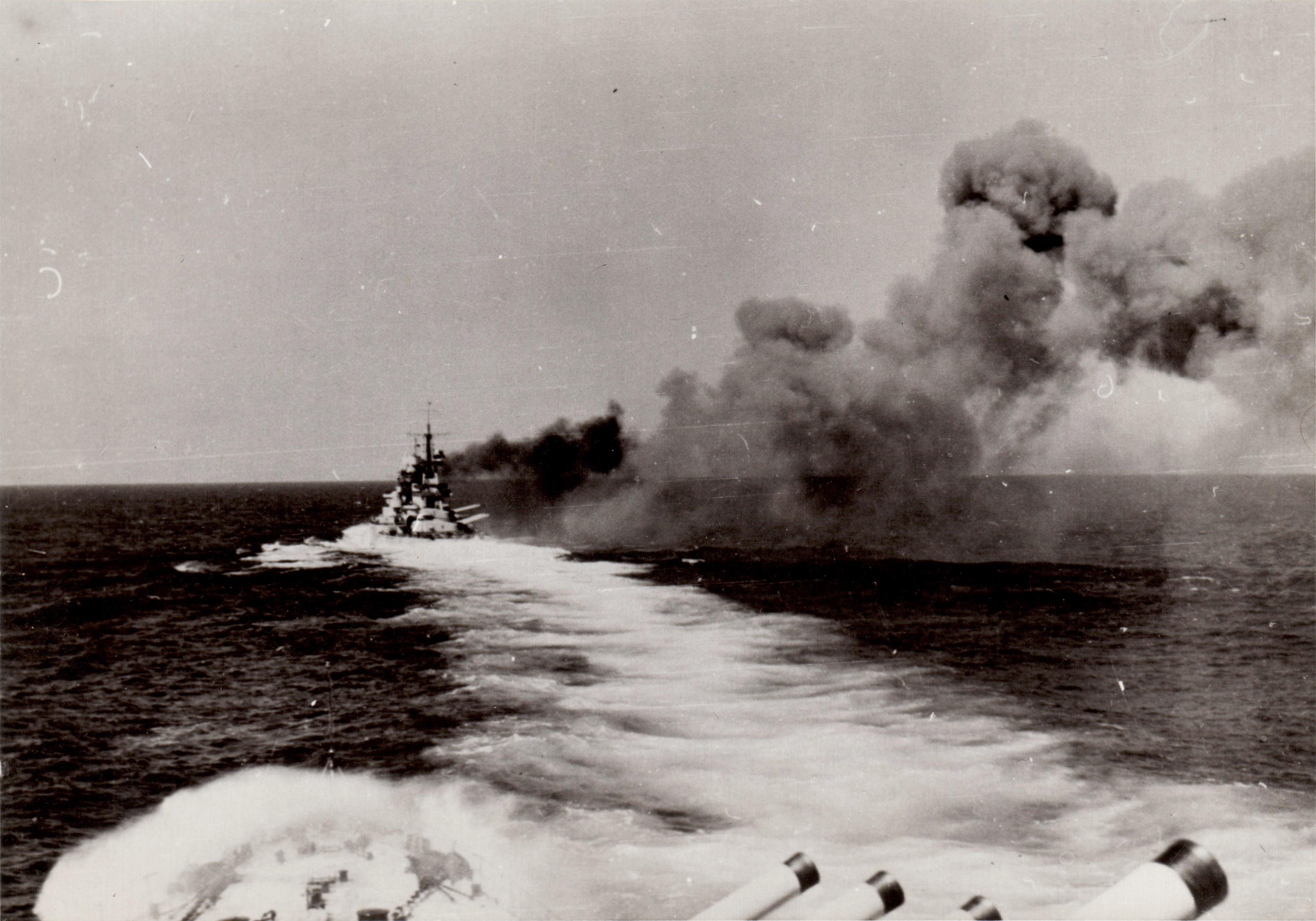
La corazzata Giulio Cesare apre il fuoco nei pressi di Punta Stilo

Con la Francia arresasi, la Regia Marina poté riconsiderare la sua decisione di non impegnarsi nella scorta di convogli diretti in Libia: a dispetto delle rassicurazioni dell'alto comando sull'autosufficienza delle forze italiane in Nordafrica, già il 13 giugno erano pervenute richieste dalla Libia per l'invio immediato di rifornimenti urgenti, cui la Marina aveva provveduto tramite sommergibili e squadriglie di veloci cacciatorpediniere; il 25 giugno partì dunque il primo convoglio diretto a Tripoli. La prima fase della "battaglia dei convogli", da giugno a novembre 1940, si svolse senza grosse perdite per gli italiani: i britannici non disponevano di unità dislocate a Malta e la loro rete di ricognizione aerea era ancora primitiva, consentendo a navi isolate e convogli anche di una certa entità di arrivare indisturbati a Tripoli e compiere navigazioni di cabotaggio lungo le coste libiche. In generale i convogli venivano fatti partire in modo tale da transitare nelle zone più pericolose di giorno, per usufruire dell'appoggio dei velivoli di base a Pantelleria e sull'isola di Lampedusa; nelle prime settimane i convogli percorsero rotte a ovest di Malta, ma a fine luglio furono tutti dirottati a est dell'isola dove il mare era più aperto e consentiva manovre e dirottamenti. 
L'azione più rilevante si ebbe il 28 giugno, quando tre cacciatorpediniere italiani in missione di trasporto truppe e materiali diretti da Taranto a Tobruk furono localizzati da aerei britannici e attaccati da cinque incrociatori: nello scontro fu affondato il cacciatorpediniere Espero, che si sacrificò per coprire la ritirata delle altre due unità. L'episodio fu una prima avvisaglia della superiorità dei britannici sugli italiani nelle operazioni di ricognizione aerea.
Il primo vero scontro tra le due flotte fu la battaglia di Punta Stilo il 9 luglio 1940: l'azione fu sostanzialmente dovuta all'incontro tra la flotta da battaglia italiana dell'ammiraglio Inigo Campioni (con due corazzate, sei incrociatori pesanti, otto incrociatori leggeri e 29 cacciatorpediniere), in rientro alla base dopo aver scortato un convoglio a Bengasi, e una squadra britannica sotto l'ammiraglio Cunningham (con tre corazzate, una portaerei, cinque incrociatori leggeri e 17 cacciatorpediniere) diretta invece a scortare due convogli in partenza da Malta per Alessandria. Dopo attacchi di aerosiluranti decollati dalla portaerei Eagle, gli incrociatori e quindi le corazzate delle opposte formazioni arrivarono a contatto balistico: lo scambio di colpi a lunga distanza si concluse dopo che un proiettile ebbe centrato il Giulio Cesare inabilitandone una delle sale caldaie, cosa che convinse Campioni a interrompere il contatto e a ripiegare verso Taranto. Ripetuti attacchi dei bombardieri della Regia Aeronautica, intervenuti a battaglia ormai conclusa e che confusero persino le unità di Campioni per nemiche, non fecero registrare nessun centro.

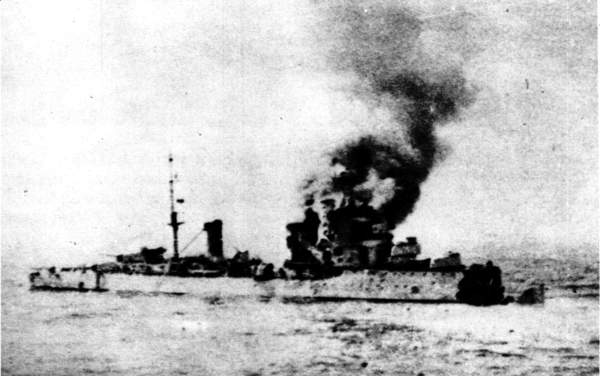
Il Bartolomeo Colleoni in fase di affondamento al termine della battaglia di Capo Spada

Lo scontro di Punta Stilo risultò sostanzialmente una schermaglia senza esito, ma il 19 luglio la Regia Marina dovette registrare una sconfitta nella battaglia di Capo Spada: due incrociatori leggeri, salpati per intercettare il traffico nemico a nord di Creta, incapparono in una formazione di cacciatorpediniere britannici guidati dall'incrociatore Sydney, il quale riuscì a immobilizzare e affondare il pari tipo italiano Bartolomeo Colleoni. Nelle settimane seguenti si assistette a una certa diminuzione delle attività belliche, benché scontri e perdite non mancassero: tra il 5 e il 20 luglio vari attacchi di aerosiluranti britannici contro la rada di Tobruk portarono all'affondamento di due piroscafi e tre cacciatorpediniere, mentre il 23 agosto il cacciatorpediniere britannico HMS Hostile fu la prima vittima degli sbarramenti minati posati nel canale di Sicilia. Anche gli italiani, che avevano attivato in tutta fretta e trasferito a el-Adem il Reparto Sperimentale Aerosiluranti, lo impiegarono il 15 agosto in un attacco sul porto di Alessandria: i cinque aerei si lanciarono all'attacco senza esito e due apparecchi furono persi in un atterraggio di fortuna. Progressivamente, comunque, le capacità degli equipaggi si affinarono ed emersero specialisti come Carlo Emanuele Buscaglia e Vincenzo Dequal in quella che poi venne ricostituita come 278ª Squadriglia autonoma aerosiluranti; il 17 settembre il primo successo fu conseguito da due S.M.79 che colpirono l'incrociatore pesante HMS Kent: la parte poppiera fu devastata, si contarono 32 morti e danni che lasciarono la nave in riparazione fino all'inizio del 1942.
Si verificarono varie uscite in mare delle opposte flotte, in particolare durante due missioni di rifornimento dell'isola di Malta (operazione Hats a fine agosto e operazione MB 5 a fine settembre) ma senza che si arrivasse al contatto. Ai primi di agosto la portaerei HMS Argus, da poco aggregata alla Forza H, inaugurò la prima missione di rinforzo aereo di Malta (operazione Hurry) catapultando alcuni velivoli dopo essersi avvicinata a distanza utile dall'isola. Entrambe le marine fecero largo uso di sommergibili, ottenendo però scarsi successi a fronte di pesanti perdite: tra giugno e ottobre 1940 tredici sommergibili italiani e sette britannici andarono perduti. L'avvistamento di un convoglio britannico diretto da Alessandria a Malta portò nella notte tra l'11 e il 12 ottobre alla battaglia di Capo Passero: unità leggere italiane inviate all'agguato furono respinte con pesanti perdite (un cacciatorpediniere e due torpediniere furono affondate con 325 morti tra gli equipaggi) dalle navi britanniche, meglio addestrate al combattimento notturno ma, soprattutto, dotate di un impianto radar imbarcato sull'incrociatore HMS Ajax, da poco giunto nel teatro.

#### La notte di Taranto

La Conte di Cavour parzialmente affondata dopo l'attacco britannico a Taranto

L'apertura della campagna italiana di Grecia il 28 ottobre 1940 portò a un aumento di attività nel Mediterraneo orientale: la Regia Marina dovette rapidamente instaurare un sistema di rifornimenti per le truppe italiane dislocate in Albania, subito messe in crisi dalla controffensiva ellenica, mentre all'opposto i britannici poterono disporre dell'importante base navale della baia di Suda a Creta nonché di vari aeroporti da dove furono lanciate varie incursioni contro i porti dell'Italia meridionale. Lo spostamento delle operazioni belliche verso est spinse il comando italiano a concentrare l'intera flotta da battaglia (salita intanto a sei corazzate) nel porto di Taranto, da cui si poteva provvedere tanto alla protezione del traffico verso la Libia quanto di quello diretto in Albania. Tale ridispiegamento però portò al disastro: sulla base di piani pronti da tempo, nella notte tra l'11 e il 12 novembre 1940 aerosiluranti Fairey Swordfish lanciati dalla HMS Illustrious (penetrata non vista fino a 170 miglia da Taranto), attaccarono la base e affondarono le navi da battaglia Conte di Cavour, Duilio e Littorio contro la perdita di soli due aerei. Le acque basse impedirono una perdita definitiva delle unità e le ultime due poterono rientrare in servizio dopo mesi di lavori; la Cavour, pur recuperata, invece non ritornò più in azione. Contemporaneamente all'incursione aerea, un distaccamento di incrociatori e cacciatorpediniere britannici attaccò un convoglio italiano nel canale d'Otranto, affondando senza perdite quattro mercantili. L'eclatante successo britannico fu preso a modello da alcuni alti ufficiali della Marina imperiale giapponese e ispirò la pianificazione dell'attacco contro la flotta statunitense a Pearl Harbor nel dicembre 1941.

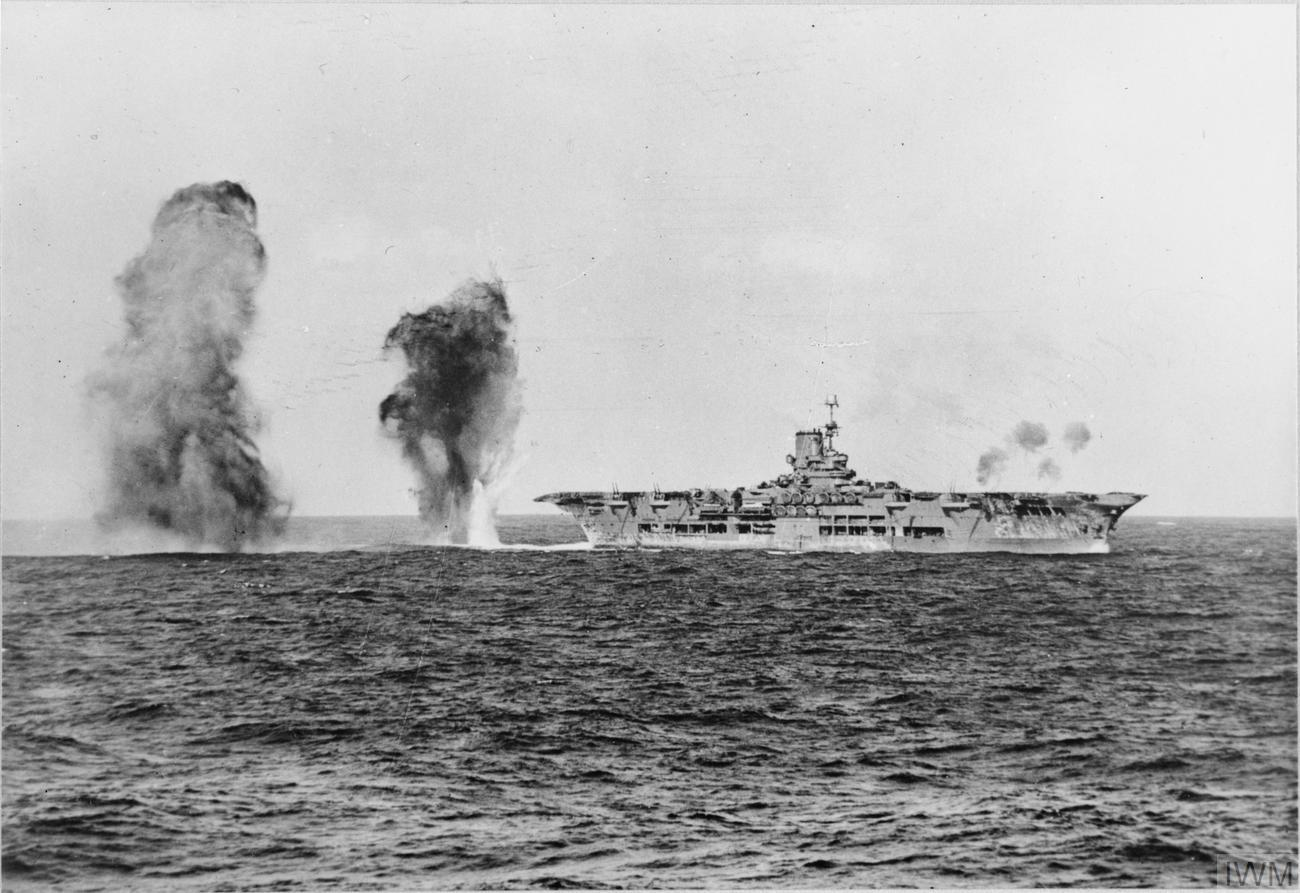
La portaerei Ark Royal sotto l'attacco di bombardieri italiani durante la battaglia di capo Teulada

Le pesanti perdite inflitte e l'apparente passività degli italiani indussero gli ammiragli Cunningham e Somerville a nuove decise azioni: il 17 novembre la Argus compì un nuovo lancio di aerei per Malta (operazione White), ma l'uscita in mare delle corazzate Vittorio Veneto e Giulio Cesare obbligò a un decollo prematuro e, per mancanza di carburante, dei quattordici aerei solo cinque raggiunsero Malta. Il 27 novembre un'uscita in mare della Force H di Somerville, diretta a scortare un convoglio per Malta da Gibilterra, portò alla battaglia di capo Teulada contro la squadra italiana di Campioni: una certa parità delle forze in campo (due corazzate, sei incrociatori pesanti e 14 cacciatorpediniere per gli italiani, due corazzate, una portaerei, un incrociatore pesante, sei incrociatori leggeri e 14 cacciatorpediniere per i britannici) portarono a una condotta prudente da parte dei due comandanti e lo scontro si risolse in una serie di duelli di artiglieria e attacchi aerei infruttuosi. Entrambi i comandi supremi non apprezzarono questa condotta cauta: Somerville fu sottoposto a inchiesta anche se in ultimo assolto, mentre tanto Campioni quanto il capo di stato maggiore della Marina, ammiraglio Cavagnari, furono rimpiazzati rispettivamente dagli ammiragli Angelo Iachino e Arturo Riccardi.

### 1941

#### L'intervento dei tedeschi

I danni provocati nel centro storico di Genova dai grossi calibri britannici

Dopo la notte di Taranto e la dimostrazione di forza di Capo Teulada, Supermarina diede ordini tassativi ai comandanti in mare di non accettare lo scontro se non in netta superiorità numerica, per evitare perdite di navi non rimpiazzabili. Tale decisione lasciò ulteriormente l'iniziativa ai britannici tanto più che, dopo le incursioni dell'8 gennaio 1941 su Napoli da parte di bombardieri Vickers Wellington di base a Malta che costarono danni alla corazzata Giulio Cesare, le navi da battaglia furono ritirate a La Spezia. Grazie alla copertura della Fleet Air Arm, dei caccia basati a terra e delle rade in territorio greco, i britannici controllavano ormai quasi completamente il Mediterraneo orientale: le azioni italiane si ridussero alle incursioni su Alessandria da parte della Regia Aeronautica, a volte anche quattro o cinque al giorno, anche se i danni furono relativamente limitati. Il rafforzamento di Malta proseguì incessantemente e, all'inizio del 1941, l'isola rappresentava ormai una base sicura per aerei e sommergibili operanti contro il traffico italiano da e per la Libia; la situazione per gli italiani fu inoltre aggravata tra dicembre e febbraio dalla completa perdita della Cirenaica a seguito degli eventi dell'operazione Compass: la Regia Marina dovette accusare la perdita del vecchio incrociatore San Giorgio, autoaffondatosi a Tobruk per non cadere in mano al nemico, e dovette rinunciare a depositi e scali portuali deviando la destinazione dei trasporti unicamente su Tripoli.
La critica situazione degli italiani spinse infine la Germania a intervenire nel Mediterraneo. Oltre ad allestire un contingente terrestre per operare in Libia (Deutsches Afrikakorps), tra dicembre e gennaio i tedeschi schierarono il X. Fliegerkorps della Luftwaffe in Sicilia, dando immediato avvio a una serie di incursioni aeree contro Malta e il traffico britannico. Gli effetti della presenza tedesca si fecero subito vedere: tra il 6 e il 13 gennaio, durante una serie di complessi movimenti navali britannici per portare a Malta nuovi rifornimenti e far rientrare da essa dei mercantili vuoti (operazione Excess), i bombardieri in picchiata Stuka tedeschi e italiani danneggiarono gravemente la portaerei HMS Illustrious) e affondarono l'incrociatore leggero HMS Southampton; furono quindi depositate mine di nuovo tipo nel canale di Suez obbligando i britannici a chiuderlo al traffico fino a marzo. I britannici reagirono con fermezza: lo Inshore Squadron ("squadrone costiero") disturbò efficacemente il traffico di cabotaggio da Tripoli fino alla linea del fronte e bombardò con monitori, cannoniere e cacciatorpediniere le postazioni costiere avversarie, agendo in pratica indisturbato; il 9 febbraio, invece, la Forza H di Somerville si spinse fino a bersagliare Genova con due navi da battaglia, una portaerei e un incrociatore, senza incontrare alcuna opposizione a causa di una serie di errori ed equivoci tra i comandi italiani. Il rischio portato dagli attacchi aerei tedeschi aumentò tuttavia grandemente, costringendo Cunningham a decidere il ritiro delle navi verso Alessandria, ma il monitore Terror fu affondato durante il rientro.

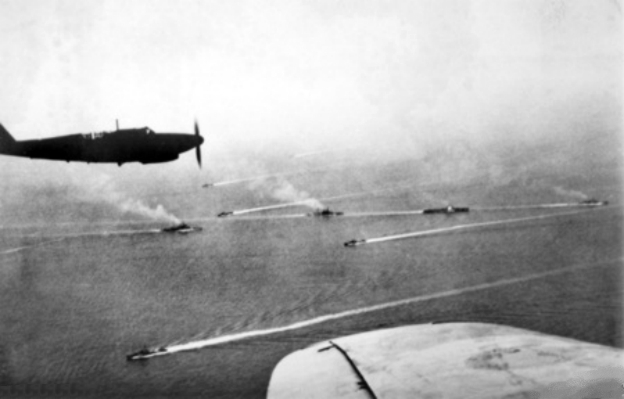
La flotta britannica a Matapan sorvolata da un Fulmar della portaerei Formidable

Tra il 25 e il 28 febbraio unità scelte britanniche sbarcarono sull'isola di Castelrosso nel Dodecaneso: l'azione (operazione Abstention) si risolse in un insuccesso a causa del deciso contrattacco della guarnigione italiana del Dodecaneso e il reparto, dopo aver subito perdite leggere, fu ritirato. Ai primi di marzo, viste le avvisaglie di un'imminente offensiva tedesca contro la Grecia, l'ammiraglio Cunningham ebbe l'incarico di proteggere il trasporto in territorio ellenico di un vasto corpo di spedizione britannico (operazione Lustre); l'intensa attività navale nemica destò ampie preoccupazioni nei tedeschi, che esercitarono pressioni sugli italiani perché attuassero subito azioni di disturbo: la Regia Marina predispose quindi una puntata in forze nelle acque di Creta. L'azione della flotta da battaglia fu preceduta nella notte tra il 25 e il 26 marzo da un fortunato attacco alla Baia di Suda da parte degli incursori della Xª MAS che, impiegando dei barchini esplosivi, affondarono l'incrociatore pesante HMS York e una petroliera. La puntata delle navi di Iachino nelle acque a sud di Creta tra il 27 e il 29 marzo portò invece al disastro: preavvertito della sortita italiana grazie alle intercettazioni di Ultra, Cunningham prese il mare con tutte le forze disponibili diretto a intercettare le navi di Iachino. Nel corso della cosiddetta battaglia di Capo Matapan la corazzata Vittorio Veneto rimase danneggiata da un attacco di aerosiluranti (uno dei quali fu abbattuto); nottetempo la squadra britannica si avvicinò a quella italiana e, non scorta, scatenò un preciso cannoneggiamento che costò la perdita di tre incrociatori pesanti (Pola, Zara, Fiume) e due cacciatorpediniere, con la morte di 2 303 marinai. La sconfitta italiana di Matapan fu il risultato della somma dei punti di vantaggio di cui godeva la Royal Navy: le decrittazioni di Ultra, l'appoggio aereo ravvicinato delle portaerei, la disponibilità del radar e l'addestramento al combattimento notturno.

#### La guerra ai convogli

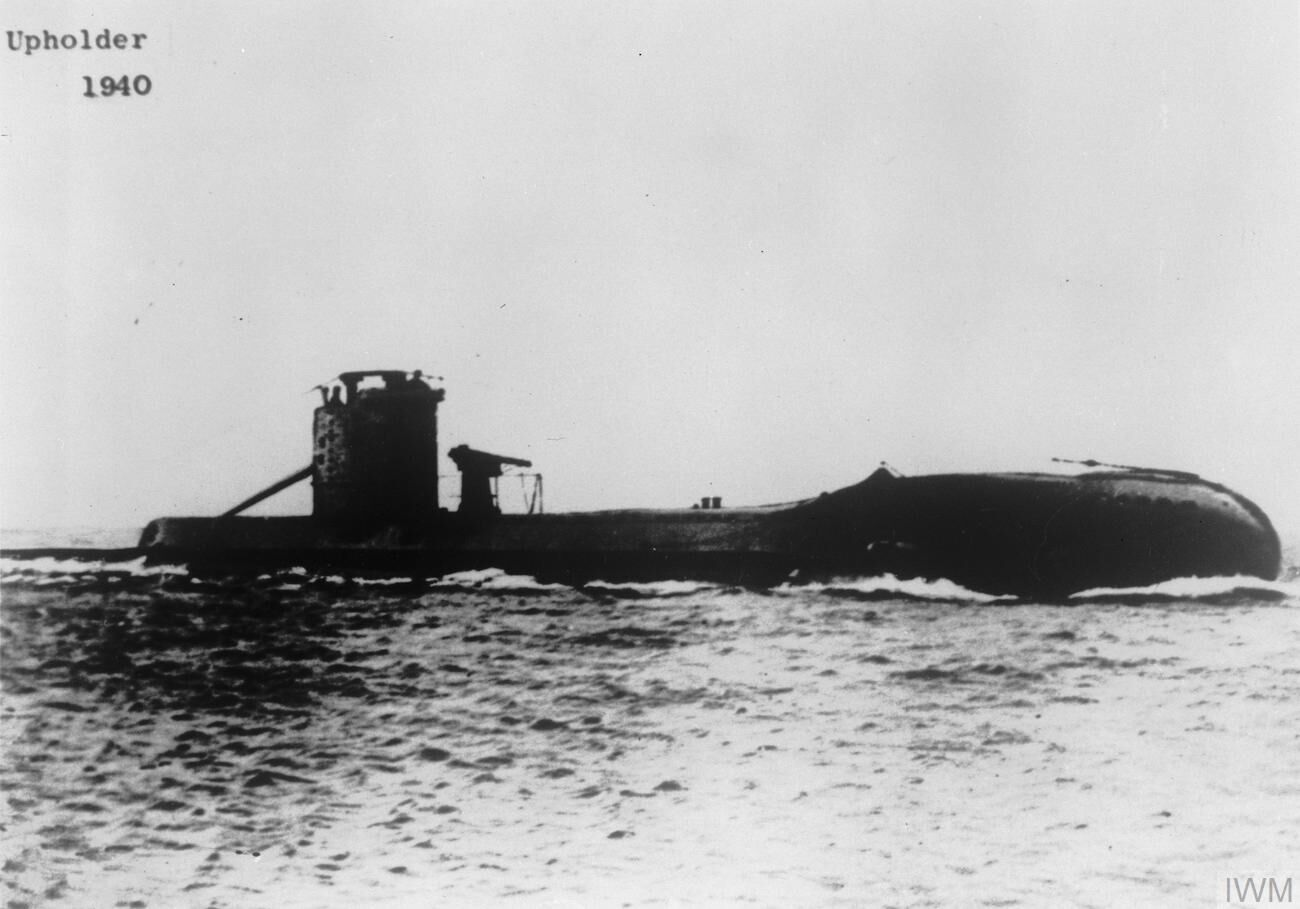
Lo Upholder, il sommergibile britannico che ottenne i maggiori successi nel Mediterraneo

Dopo il disastro di Matapan il nucleo centrale della flotta italiana rimase sostanzialmente inattivo, mentre l'attenzione dei britannici si focalizzava sul contrasto dei convogli diretti in Libia, ove gli italo-tedeschi stavano radunando le forze e riorganizzadosi per contrattaccare in Cirenaica: il 25 febbraio l'incrociatore leggero Armando Diaz, intento a scortare un convoglio, fu affondato con gravi perdite umane dal sommergibile britannico HMS Upright, successo compensato il 30 marzo quando, a sud di Creta, l'incrociatore HMS Bonaventure fu silurato dal sommergibile Ambra. Il 16 aprile una squadriglia di cacciatorpediniere della Royal Navy assalì un altro convoglio al largo delle isole Kerkenna e, pur perdendo un'unità, affondò tre cacciatorpediniere italiani e cinque mercantili, causando circa 1 700 vittime; il 21 aprile, ancora, le navi da battaglia di Cunningham si spinsero fino a cannoneggiare il porto di Tripoli (operazione MD 3) e il 24 maggio il transatlantico Conte Rosso, carico di truppe, fu affondato dal sommergibile HMS Upholder comandato dall'"asso" Malcolm David Wanklyn con la morte di circa 1 300 soldati. Queste azioni misero bene in luce la mancanza per l'Italia di unità idonee alla scorta del traffico mercantile: gli incrociatori leggeri erano inadatti al compito e poco corazzati, mentre i cacciatorpediniere e le torpediniere di squadra andavano incontro a un rapido logoramento delle macchine pensate per le alte velocità.

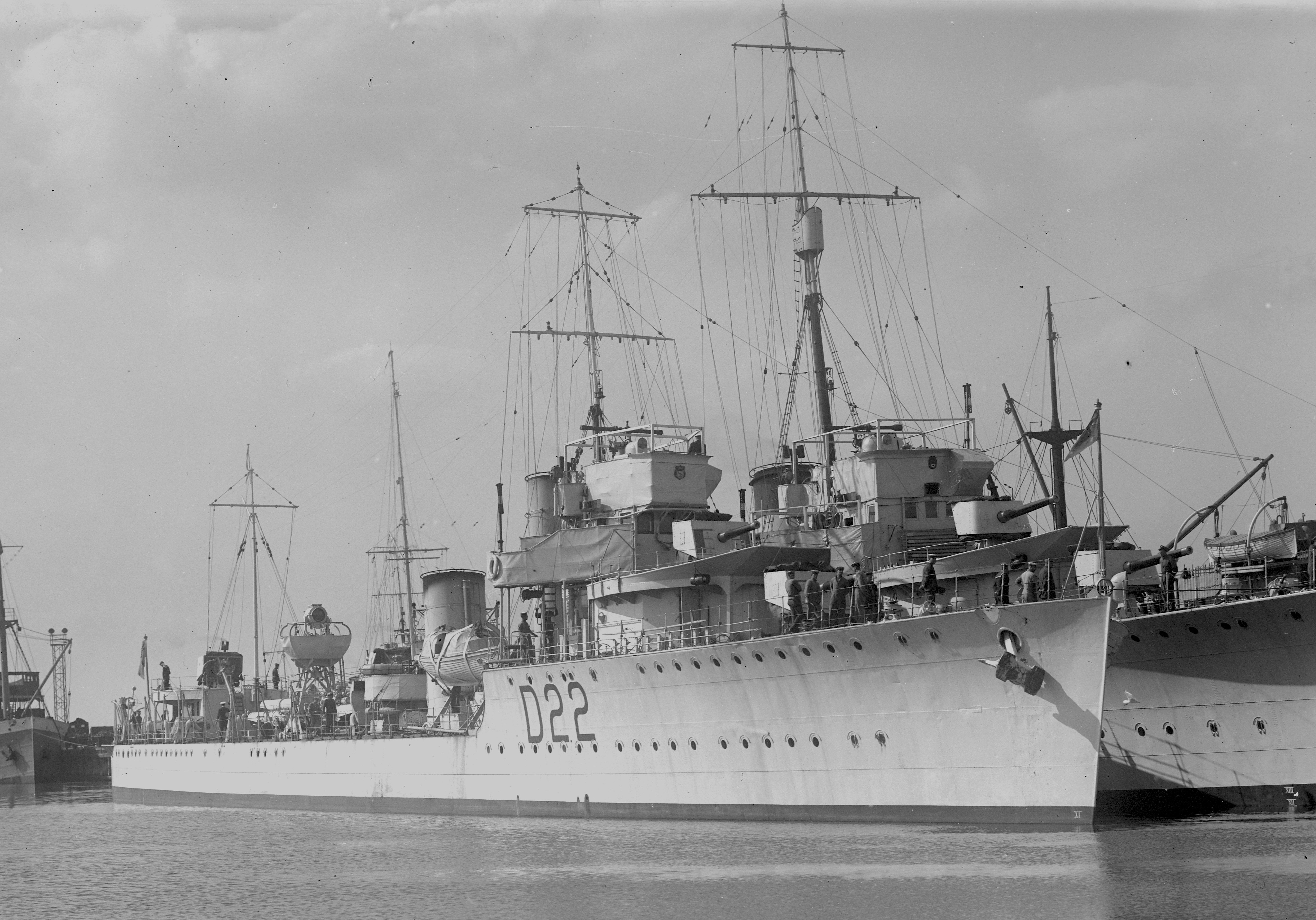
I cacciatorpediniere HMAS Waterhen e HMAS Stuart, distaccati dall'Australia in Mediterraneo

Per converso gli stessi britannici dovettero destinare risorse alla difesa del loro traffico: dopo la riconquista della Cirenaica da parte delle forze dell'Asse i cacciatorpediniere della 10th Flotilla assunsero il compito di rifornire la guarnigione di Tobruk, tagliata fuori e assediata, con veloci corse notturne o scortando convogli insieme ad altro naviglio leggero in quello che fu denominato Tobruk Ferry Service ("servizio di traghetti per Tobruk"). Il comando britannico dette disposizioni perché le sortite fossero condotte almeno in coppia, di modo che le unità potessero darsi reciproco soccorso; l'accorgimento si rivelò indovinato quando l'aviazione italo-tedesca intervenne in forze allo scopo di interrompere tale traffico: lo sloop-of-war HMS Auckland fu affondato il 24 giugno da bombardieri in picchiata Junkers Ju 87 mentre insieme all'altro sloop HMAS Parramatta scortava un convoglio, con i 164 naufraghi che furono recuperati da quest'ultimo. Uguale sorte toccò la notte tra il 29 e il 30 giugno al cacciatorpediniere HMAS Waterhen, mentre la notte dell'11 luglio il cacciatorpediniere HMS Defender fu gravemente colpito durante il trasporto di truppe a Tobruk e il gregario HMAS Vendetta accolse a bordo 275 uomini tra equipaggio e passeggeri, prima che l'unità affondasse vicino a Sidi Barrani. Tutti i caccia della 10th Flotilla, reduci della prima guerra mondiale e pesantemente usurati dagli attacchi aerei e dall'uso intensivo, furono comunque ritirati e sostituiti dai posamine HMS Abdiel e HMS Latona, capaci di raggiungere i 40 nodi di velocità.

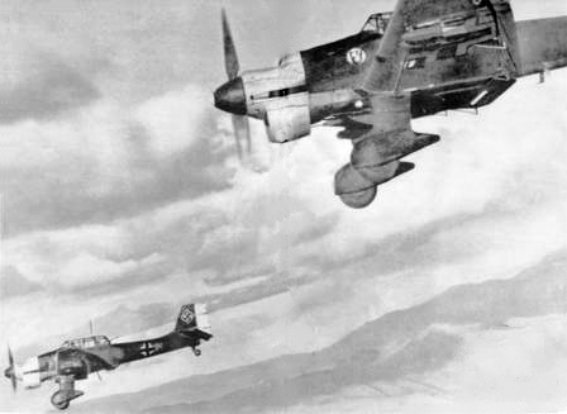
Due bombardieri in picchiata Ju 87 Stuka, molto usati dai tedeschi nel Mediterraneo

Le sconfitte patite dalle forze alleate nell'inefficace difesa della Grecia in aprile e nella battaglia di Creta in maggio obbligarono la Mediterranean Fleet a intraprendere vaste operazioni di evacuazione via mare dei reparti britannici, incontrando in particolare l'opposizione della Luftwaffe che causò pesanti perdite: nel corso di svariati attacchi aerei i britannici persero tre incrociatori, sei cacciatorpediniere e lamentarono danni di varia entità a due corazzate, alla Formidable, a cinque incrociatori e otto cacciatorpediniere; perirono quasi 2 000 esperti marinai. Queste perdite consegnarono una teorica superiorità alla Regia Marina, compensata però dal ritiro dallo scacchiere del Mediterraneo delle forze aeree tedesche, richiamate dopo l'inizio dell'attacco all'Unione Sovietica. Come ulteriore impegno, in giugno la Mediterranean Fleet fu chiamata ad appoggiare l'invasione della Siria da parte delle forze britanniche, scontrandosi con le poche unità navali della Francia di Vichy schierate nella colonia: tra gli episodi più significativi, il 9 giugno due cacciatorpediniere francesi danneggiarono gravemente il cacciatorpediniere britannico HMS Janus, il 16 giugno aerei affondarono il cacciatorpediniere francese Chevalier Paul che tentava di portare rifornimenti dalla madrepatria e il 25 giugno il sommergibile francese Souffleur fu colato a picco dallo HMS Parthian.
Dopo il successo dell'operazione Excess nel gennaio 1941, i britannici non tentarono altri invii di grossi convogli attraverso il canale di Sicilia fino ai primi di maggio quando, nel corso dell'operazione Tiger, un convoglio carico di 250 carri armati per il fronte nordafricano riuscì a completare tutta la traversata da Gibilterra ad Alessandria, sfuggendo ad attacchi aerei e di siluranti e perdendo un unico mercantile finito su una mina. Le pesanti perdite patite a Creta fecero rimandare movimenti su vasta scala fino al periodo tra il 21 e il 24 luglio: con l'operazione Substance un convoglio raggiunse Malta da Gibilterra e fu intercettato solo da un gruppo di velivoli italiani, che affondarono un cacciatorpediniere; uscirono in mare anche le corazzate Vittorio Veneto e Littorio, ma non riuscirono ad agganciare i britannici. Il concentramento di mercantili britannici a La Valletta spinse la Xª MAS a tentare un attacco a Malta nella notte tra il 25 e il 26 luglio, ma la forza fu individuata dai radar e pesantemente attaccata con la perdita di due MAS, una decina di mezzi d'assalto e 15 operatori (tra cui il comandante, Vittorio Moccagatta); in diciotto furono fatti prigionieri.

#### Capovolgimenti di fronte

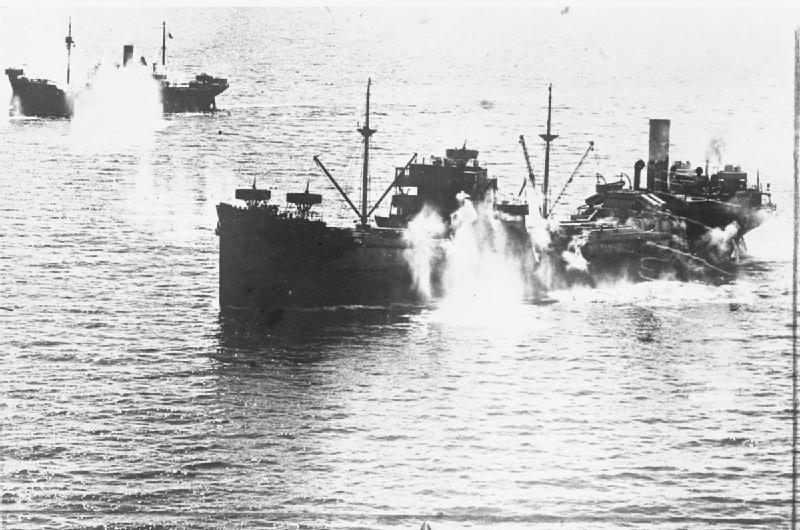
Un convoglio italiano sotto attacco da parte di velivoli britannici

Nonostante alcune gravi perdite come quelle del convoglio del 16 aprile e del Conte Rosso, nel corso del primo semestre del 1941 i collegamenti tra Italia e Libia erano stati mantenuti sostanzialmente stabili, con una punta in luglio del 95% del materiale inviato giunto felicemente a destinazione. Senza più la pressione delle forze aeree tedesche, tuttavia, Malta era tornata a essere una sicura base per gli aerei e i sommergibili britannici, affiancati in ottobre da un contingente di incrociatori leggeri e cacciatorpediniere (Force K). Tra agosto e dicembre 1941, in concomitanza che le operazioni britanniche tese a liberare Tobruk dall'assedio impostole a maggio, il traffico navale per la Libia fu nuovamente oggetto di attacchi, con un picco registrato tra ottobre e novembre quando 44 mercantili furono affondati. Tra gli episodi più sanguinosi, l'affondamento dei transatlantici Neptunia e Vulcania operato il 18 settembre dal sommergibile Upholder (con 384 soldati uccisi) e il 9 novembre la battaglia del convoglio Duisburg: la Force K colò a picco due cacciatorpediniere e sette tra piroscafi e petroliere senza subire perdite, nonostante la protezione a distanza fornita da una divisione di incrociatori italiani sotto il contrammiraglio Bruno Brivonesi, poi deferito a un tribunale militare per l'episodio. Seppur pagati con perdite significative (nel corso di tutto il 1941 la Royal Navy perse dieci sommergibili nel Mediterraneo oltre a un battello greco e uno della Francia libera), questi successi portarono i britannici a interrompere per la prima volta i collegamenti navali tra Italia e Libia, obbligando infine le forze italo-tedesche di Rommel ad abbandonare la Cirenaica e ripiegare in Tripolitania. La situazione era peggiorata al punto che la Regia Marina dirottò incrociatori leggeri e cacciatorpediniere a missioni di trasporto di carburante, ma tale tattica si rivelò controproducente: il 13 dicembre, nel corso della battaglia di Capo Bon, tre cacciatorpediniere britannici e uno olandese sorpresero gli incrociatori leggeri Alberto di Giussano e Alberico da Barbiano in rotta per Tripoli e li affondarono entrambi, provocando la morte di circa 900 marinai.

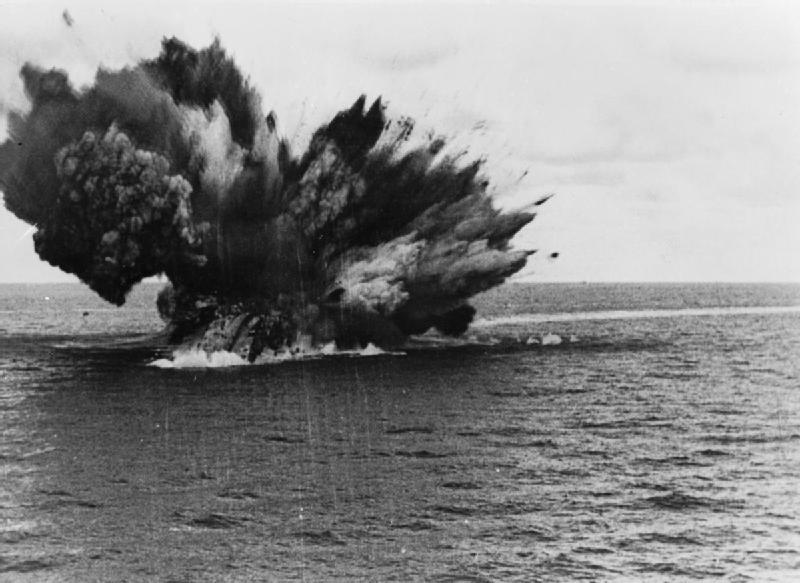
La santabarbara della Barham esplode, dopo il siluramento effettuato da un sommergibile tedesco

Su ripetute richieste di Rommel l'alto comando tedesco rivide la sua decisione di disimpegnarsi dalla lotta aeronavale nel Mediterraneo e, a partire dalla fine di settembre 1941, i primi U-Boot fecero il loro ingresso nel bacino; nel giro di breve tempo iniziarono a mietere significativi successi: il 13 novembre lo U-81 silurò la portaerei Ark Royal, di ritorno a Gibilterra da una missione di lancio aerei verso Malta, che affondò il giorno successivo nonostante gli sforzi per salvarla; il 25 la nave da battaglia HMS Barham, impegnata in una puntata offensiva della Mediterranean Fleet, incassò un siluro dallo U-331 al largo delle coste libiche ed esplose. Con l'inizio dell'inverno sul fronte russo la Luftwaffe fu in grado di inviare contingenti nel Mediterraneo, dando avvio a un nuovo martellamento di Malta e dei convogli britannici: il 25 ottobre velivoli tedeschi affondarono il posamine veloce Latona mentre trasportava 1 000 soldati polacchi a Tobruk, recuperati con quasi tutto l'equipaggio dai cacciatorpediniere Hero ed Encounter, mentre il 27 novembre lo U-559 silurò lo sloop Parramatta. La diffusa e apparente incapacità della Regia Marina di riprendere o minacciare l'iniziativa britannica si contrapponeva alla dinamicità mostrata dalla Xª MAS: dopo che nel 1940 tre azioni simili (due contro Alessandria il 22 agosto e il 30 settembre, una contro Gibilterra il 30 ottobre) erano fallite con gravi perdite, il 20 settembre 1941 i siluri a lenta corsa (SLC) italiani trasportati dal sommergibile Scirè riuscirono a penetrare all'interno della rada di Gibilterra e ad affondare due petroliere e un mercantile.

Un siluro a lenta corsa (SLC) italiano

Il 1941 si concluse disastrosamente per i britannici. Il 14 dicembre lo U-557 colò a picco l'incrociatore leggero HMS Galatea davanti Alessandria; il 17 dicembre un convoglio italiano, che nel tentativo di "passare a ogni costo" era scortato dalle corazzate Littorio, Andrea Doria, Duilio e dagli incrociatori Gorizia e Trento agli ordini dell'ammiraglio Iachino, incrociò la rotta con un convoglio britannico diretto a Malta da Alessandria: la prima battaglia della Sirte si risolse fondamentalmente in uno scambio di colpi senza troppi danni per i due contendenti ma, nel tentativo di inseguire i mercantili italiani ormai quasi a destinazione, nella notte tra il 18 e il 19 dicembre la Force K incappò in un campo minato al largo di Tripoli: l'incrociatore HMS Neptune urtò tre ordigni, esplose e affondò con tutto l'equipaggio eccetto un superstite, il cacciatorpediniere HMS Kandahar saltò in aria, gli incrociatori HMS Aurora e HMS Penelope subirono gravi avarie e in pratica la Force K cessò di esistere come squadra di superficie. Infine, la notte del 19 dicembre tre SLC avvicinati dal sommergibile Scirè penetrarono nel porto di Alessandria e inflissero danni gravissimi alle corazzate Valiant e HMS Queen Elizabeth e ad una petroliera, che si adagiarono sul basso fondale; le due unità da battaglia furono successivamente recuperate e reimmesse in servizio, ma l'azione ridusse per diversi mesi il potenziale offensivo della Mediterranean Fleet, priva ormai tanto di corazzate quanto di portaerei e impossibilitata a essere rinforzata stante l'entrata in guerra del Giappone, che impose l'invio urgente di unità nell'Oceano Indiano.

### 1942

#### Malta sotto assedio

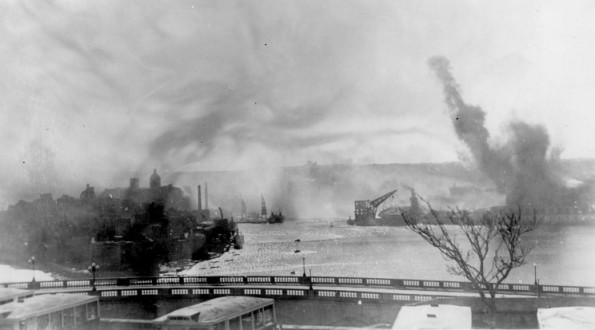
Il Porto Grande di La Valletta sotto i bombardamenti degli aerei dell'Asse

Anche se le conseguenze dell'impresa di Alessandria furono ben celate dai comandi britannici, tanto che per diverso tempo la Regia Marina non si accorse della superiorità acquisita, per la metà del gennaio 1942 la via per i convogli italiani diretti in Libia era stata riaperta: gli attacchi di sommergibili e aerei di base a Malta continuarono a causare vittime, ma senza il sostegno delle unità di superficie il livello di perdite si rivelò accettabile per le forze dell'Asse, che poterono ricevere rifornimenti adeguati e in continuo incremento. Sul finire di gennaio gli italo-tedeschi erano tornati in Cirenaica, riconquistando Bengasi e respingendo i britannici fino ad Ain el-Gazala. La pressione aerea su Malta si fece progressivamente insostenibile, grazie anche all'entrata in scena del II. Fliegerkorps: dopo aver neutralizzato gli aeroporti dell'isola, Luftwaffe e Regia Aeronautica si accanirono sulle strutture portuali e sui cantieri navali, affondando o danneggiando svariate unità ferme all'ancora; entro la fine di aprile tanto i superstiti membri della Force K quanto i sommergibili della 10ª Flottiglia erano stati evacuati da Malta, che cessò di fungere da scalo navale e militare.

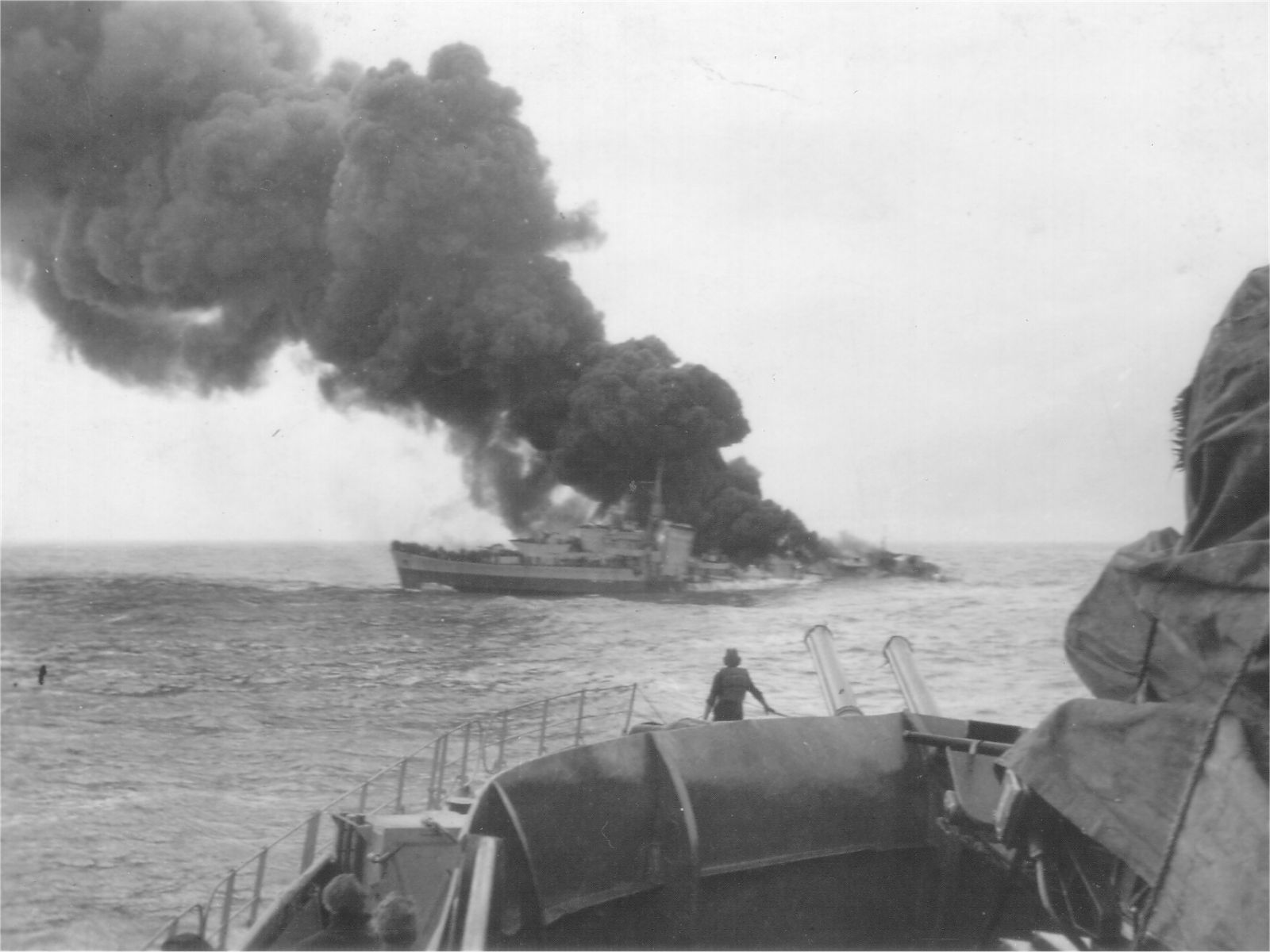
Il cacciatorpediniere Gurkha in fase di affondamento dopo essere stato silurato da un sommergibile tedesco

Benché bloccata, l'isola mantenne la sua rilevanza strategica e il comando britannico compì particolari sforzi per sostenerne la stremata guarnigione. Il contrasto delle forze dell'Asse alle operazioni di rifornimento si rivelò progressivamente molto pesante: in gennaio un convoglio di sei piroscafi perse un mercantile affondato in un attacco aereo e il cacciatorpediniere Gurkha silurato dal sommergibile tedesco U-133; a metà febbraio i britannici misero in mare i convogli MW 9 (tre piroscafi), diretto a Malta da Alessandria, e ME 10, con rotta contraria, ma l'operazione andò incontro a continue incursioni aeree che affondarono due cargo, il cacciatorpediniere HMS Maori a La Valletta e danneggiarono un terzo mercantile che dovette rifugiarsi a Tobruk: nessun carico giunse dunque all'isola. Dopo questo fallimento, per la fine di marzo il comando britannico organizzò un'operazione su vasta scala, comprendente anche attacchi aerei agli aeroporti italiani e azioni diversive come un'offensiva in Cirenaica e una sortita della Force H nel Mediterraneo occidentale, al fine di coprire l'invio di quattro piroscafi da Alessandria scortati da quanto rimaneva della Mediterranean Fleet (cinque incrociatori e 17 cacciatorpediniere); avvistato dai sommergibili italiani, il convoglio fu affrontato dalla squadra dell'ammiraglio Iachino con la Littorio, tre incrociatori e dieci cacciatorpediniere: la seconda battaglia della Sirte vide la squadra britannica riuscire a disimpegnarsi pur riportando svariati danni alle sue unità, ma il ritardo accumulato fece sì che tutti i piroscafi fossero affondati da attacchi aerei sulla rotta per Malta o direttamente all'interno del porto. Ben pochi rifornimenti furono scaricati ed effettivamente utilizzati.
Il 20 maggio 1942 l'ammiraglio Cunningham fu richiamato a Londra per assumere l'incarico di secondo in comando del generale Dwight D. Eisenhower, nuovo comandante in capo delle forze alleate, e la guida della menomata Mediterranean Fleet passò all'ammiraglio Henry Harwood. I britannici continuarono a sostenere Malta con invii di rifornimenti tramite sommergibili e unità veloci (si distinse in questo compito il posamine HMS Welshman) e lanci di apparecchi da parte delle portaerei della Force H: a due di queste missioni (in aprile e maggio) partecipò anche la USS Wasp accompagnata da due cacciatorpediniere, primo contributo degli Stati Uniti alla lotta nel Mediterraneo. Comunque, per diversi mesi, non fu tentata alcuna operazione su vasta scala e la situazione logistica dell'isola divenne ben presto molto critica. Il momento sembrò allora favorevole all'Asse per un tentativo di conquista; piani in tal senso (operazione C3) erano da tempo in avanzata fase di pianificazione, con l'ammassamento di varie divisioni italo-tedesche e l'organizzazione di una "Forza Navale Speciale" di mezzi da sbarco sotto l'ammiraglio Vittorio Tur, ma erano stati altresì evidenziati grossi rischi e i comandi tedeschi erano scettici. Dopo varie discussioni, per la fine di aprile l'operazione fu accantonata: le unità aeree tedesche furono in gran parte richiamate in vista di una grande offensiva sul fronte orientale, mentre il generale Rommel ottenne che il grosso delle risorse ammassate fosse dirottato in favore della sua offensiva sul fronte nordafricano, che portò poi alla riconquista di Tobruk e all'avanzata in Egitto fino a El Alamein.

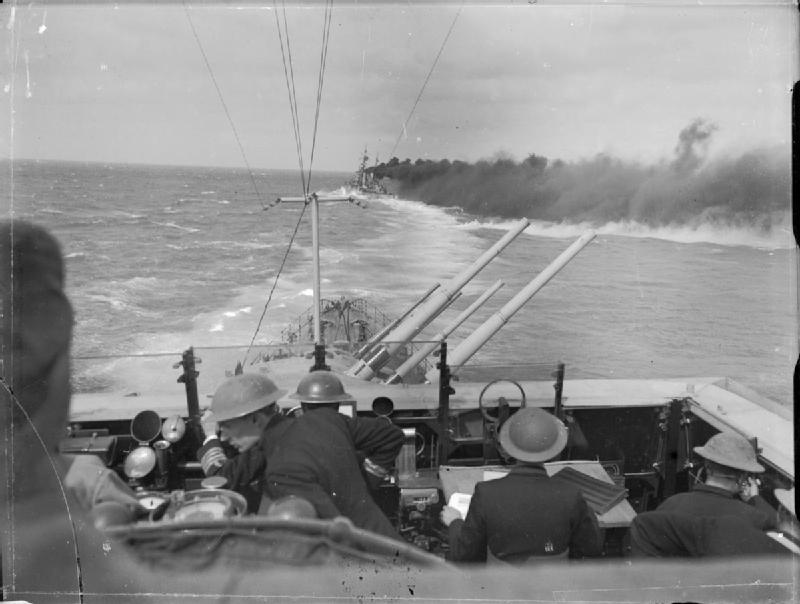
I cannoni da 133 mm dell'incrociatore Euryalus pronti al fuoco durante la battaglia di mezzo giugno

Tra il 10 e l'11 maggio un tentativo di rifornire Malta con una squadriglia veloci cacciatorpediniere, salpati da Alessandria, si risolse disastrosamente per i britannici quando i bombardieri dell'Asse colarono a picco al largo delle coste libiche tre delle cinque unità impiegate. Dopo questo insuccesso, Harwood progettò per metà giugno un'operazione su scala molto più ampia, comprendente l'invio in simultanea di due convogli, uno da Gibilterra (operazione Harpoon) e uno da Alessandria (operazione Vigorous), scortati tanto dalla Force H che dalla Mediterranean Fleet: per l'occasione furono richiamate persino unità dalla madrepatria e dall'Oceano Indiano. L'opposizione italo-tedesca a queste due azioni portò alla vasta battaglia di mezzo giugno tra il 12 e il 16 del mese: il convoglio di Gibilterra, ripetutamente attaccato da sommergibili italiani e da stormi di bombardieri, sostenne pure uno scontro di superficie nelle acque di Pantelleria con gli incrociatori leggeri della VII Divisione dell'ammiraglio Alberto Da Zara e perse quattro dei sei mercantili che lo componevano; il convoglio di Alessandria, più volte attaccato da bombardieri e aerosiluranti decollati da Creta nonché da sommergibili e motosiluranti tedesche, si trovò la via sbarrata dalla sortita della flotta da battaglia italiana dell'ammiraglio Iachino, tanto che dovette invertire la rotta. Sebbene pagata con la perdita dell'incrociatore pesante Trento, affondato dal sommergibile HMS Umbra con gravi perdite umane, la vittoria dell'Asse fu chiara: a fronte della perdita di un incrociatore leggero, cinque cacciatorpediniere e sei mercantili (oltre a svariate altre unità danneggiate), la Royal Navy riuscì a far pervenire a Malta rifornimenti bastevoli solo per poche settimane.

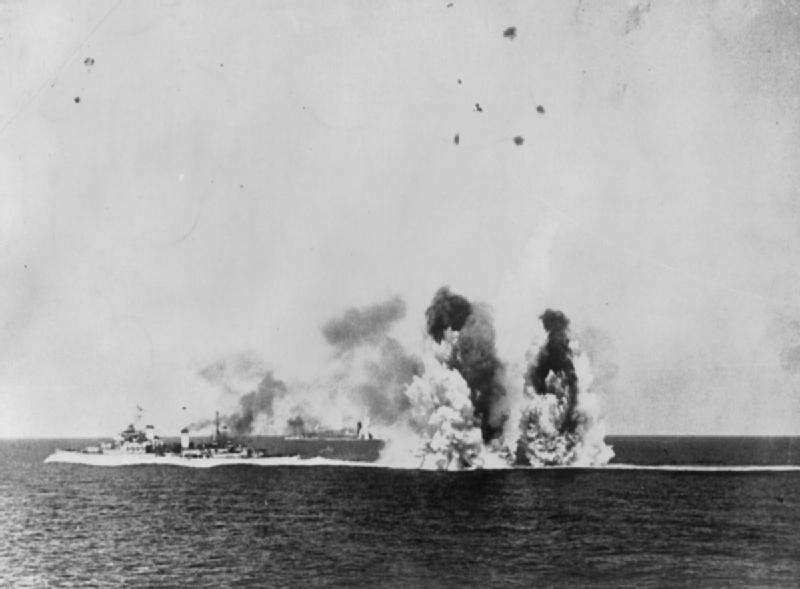
L'incrociatore britannico Kenya sotto attacco aereo durante la battaglia di mezzo agosto

La situazione di Malta rimase critica, ma l'alto comando britannico non si scoraggiò e mantenne una salda determinazione nella volontà di preservare l'isola. Per i primi di agosto fu organizzata una missione di rifornimento da parte della Force H di Gibilterra (operazione Pedestal) con l'impiego di forze preponderanti: a protezione di un convoglio di tredici piroscafi e tre petroliere fu schierata una vasta flotta sotto l'ammiraglio Edward Neville Syfret comprendente quattro portaerei, due navi da battaglia, sette incrociatori, 34 cacciatorpediniere, otto sommergibili e 17 unità minori; la decimata Mediterranean Fleet non prese invece parte all'azione se non con alcune manovre diversive. Visto il grosso spiegamento avversario, Supermarina decise di non inviare la flotta da battaglia (ostacolata nei suoi movimenti anche da una forte penuria di carburante) ma di impiegare contro il convoglio un complesso di forze leggere comprendente aerei, sommergibili e motosiluranti, oltre a prevedere un intervento di una squadra di incrociatori. Il complesso delle azioni aeronavali tra l'11 e il 15 agosto diede quindi luogo alla cosiddetta battaglia di mezzo agosto: i ripetuti attacchi delle forze dell'Asse fecero sì che solo cinque mercantili riuscissero ad arrivare a destinazione e, per quanto i rifornimenti sbarcati poterono prolungare la resistenza dell'isola di alcuni mesi, il prezzo pagato dalla Royal Navy per questo successo fu molto pesante visto che furono affondate la portaerei Eagle, gli incrociatori HMS Manchester e HMS Cairo e un cacciatorpediniere, senza contare le molte altre unità più o meno gravemente danneggiate; la Regia Marina lamentò invece l'affondamento di due sommergibili e l'inefficacia dell'intervento degli incrociatori, contrastato dai battelli subacquei britannici che danneggiarono gravemente il Bolzano e il Muzio Attendolo.

#### La svolta decisiva

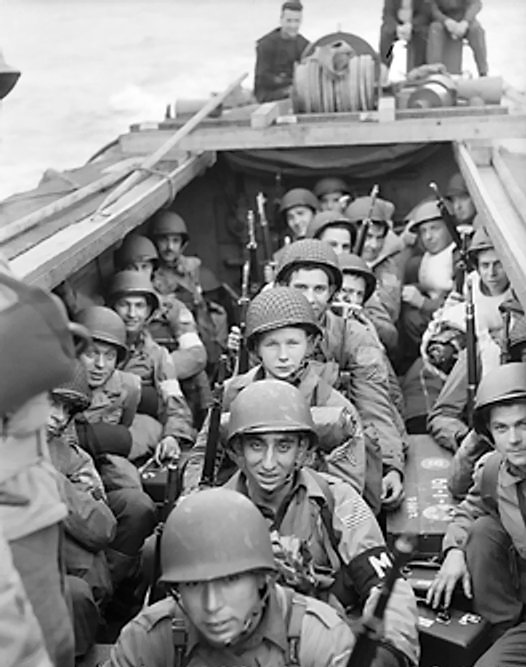
Soldati statunitensi a bordo di un mezzo da sbarco durante l'operazione Torch

Il costo gravoso delle operazioni estive sconsigliò i britannici dall'intraprendere altri massicci invii verso Malta di mercantili e cargo per diversi mesi, in attesa di un capovolgimento delle sorti della campagna del Nordafrica. Cionondimeno i rifornimenti arrivati, i frequenti lanci di velivoli dalle portaerei e soprattutto l'attenuazione dei bombardamenti aerei fecero sì che Malta tornasse a essere un efficace elemento di disturbo dei convogli italiani diretti in Libia: a partire dall'agosto 1942 le perdite per i convogli italiani iniziarono progressivamente a crescere, in particolare a causa di attacchi aerei. Allo scopo di colpire duramente la diradata rete logistica avversaria, nella notte tra il 13 e il 14 settembre i britannici misero in piedi un'ambiziosa operazione volta a conquistare Tobruk con un assalto anfibio di forze scelte e a tenerla per 24 ore, onde demolire completamente il suo porto: l'azione (operazione Daffodil) si scontrò però con l'inattesa resistenza della guarnigione italiana e l'intervento delle forze aeree tedesche. I britannici furono duramente respinti, l'incrociatore leggero HMS Coventry fu colato a picco assieme ai cacciatorpediniere HMS Sikh, HMS Zulu e varie unità anfibie; il corpo di spedizione ebbe più di 700 caduti e 500 prigionieri.
Nonostante il successo difensivo, la posizione delle forze dell'Asse era precaria, vi era penuria di rifornimenti e in particolare di carburante; al contrario i britannici furono capaci di ammassare grandi riserve e scorte e ricostituire i ranghi delle loro divisioni, in vista di un'offensiva generale per espellere l'Asse dal continente. Per cercare di ovviare all'imminente attacco britannico, il generale Albert Kesselring lanciò su Malta tutte le forze rimaste alla Luftflotte 2 l'11 ottobre, ma già il 20 dovette sospendere i bombardamenti a causa delle gravose perdite in aerei e piloti: fu l'ultima serie di attacchi all'isola, il cui assedio terminò dopo 28 mesi. Il 23 ottobre 1942 l'8ª Armata britannica diede avvio alla seconda battaglia di El Alamein e, dopo scontri sanguinosi, mise infine in rotta le forze italo-tedesche di Rommel per il 3 novembre seguente; nel gennaio 1943 occupò infine Tripoli. Intanto l'8 novembre una grande flotta di 300 tra navi da guerra, trasporti e unità logistiche aveva fatto approdare oltre 100 000 soldati anglo-statunitensi (più qualche reparto della Francia Libera) in Marocco e Algeria: dopo un'iniziale resistenza e vari errori commessi dagli ancora inesperti reparti statunitensi, le unità della Francia di Vichy defezionarono in massa a favore degli Alleati, consentendo loro di stabilire solide posizioni ad Algeri e Orano. Benché preavvertite dal concentramento dei mezzi alleati a Gibilterra, Italia e Germania poterono fare ben poco per impedire l'azione anglo-statunitense e, scartato un intervento delle unità di superficie a causa della netta superiorità degli Alleati, al contrasto del nemico furono avviati unicamente aerei e sommergibili: furono ottenuti vari successi, come gli affondamenti dei cacciatorpediniere HMS Martin e Hr. Ms. Isaac Sweers a opera dello U-431 o le incursioni del sommergibile Platino contro la rada di Bougie, ma la netta superiorità degli Alleati permise loro di consolidare in breve tempo le conquiste e i perfezionati sistemi di lotta antisommergibile mieterono molte vittime tra i battelli nemici. Il capovolgimento delle sorti degli italo-tedeschi nel Mediterraneo fu infine confermato il 20 novembre, quando nel corso dell'operazione Stoneage un convoglio britannico raggiunse Malta senza aver subito alcuna perdita, ponendo fine al duro assedio dell'isola.

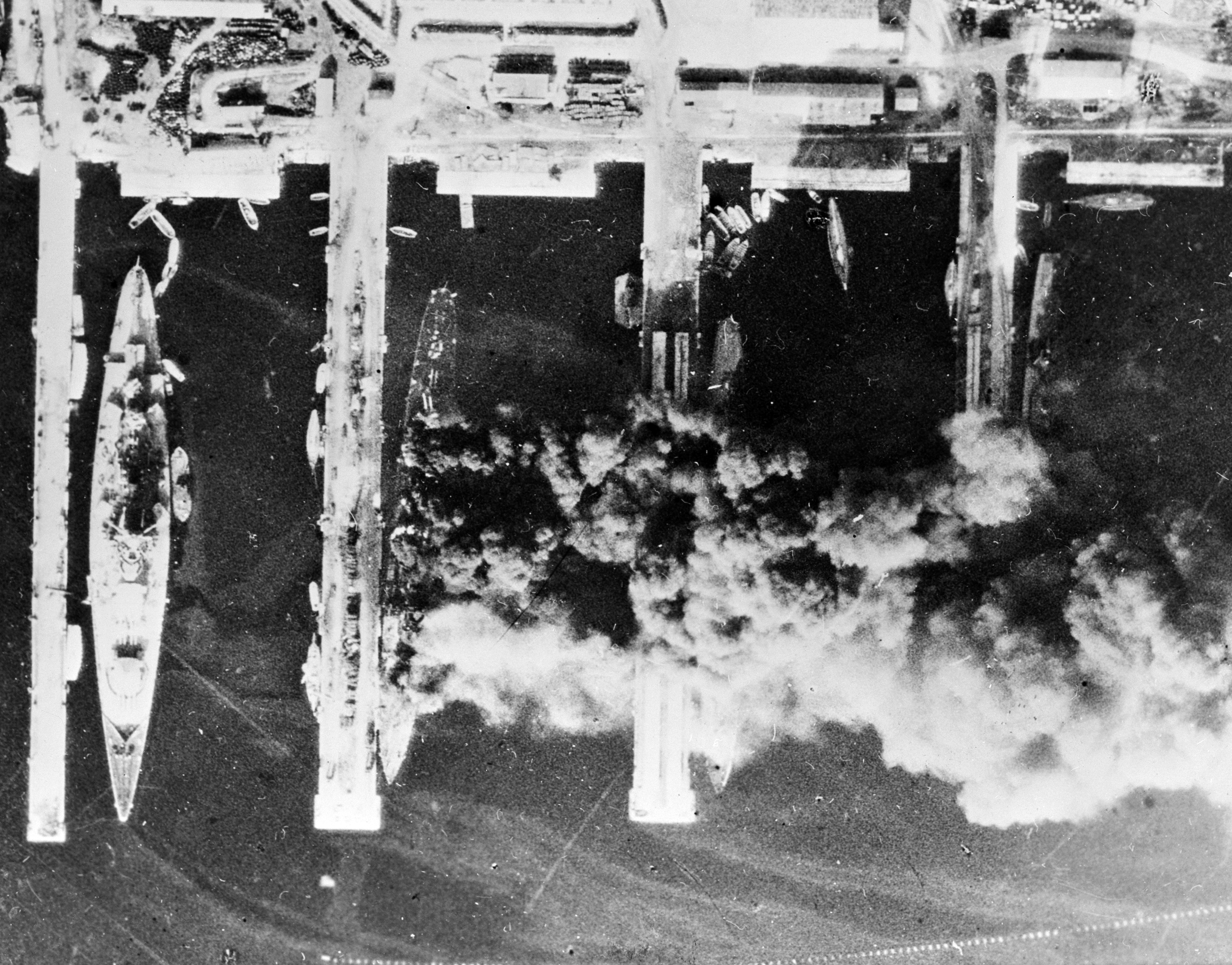
La flotta francese si autoaffonda a Tolone: da sinistra, bruciano gli incrociatori Strasbourg, Colbert, Algérie e Marseillaise

In risposta alla mossa anglo-statunitense in Nordafrica, il 10 novembre lo Heer avviò l'occupazione della Francia meridionale: la flotta francese rimase concentrata a Tolone ma il 27 novembre, avuto sentore di un tentativo tedesco di cattura, preferì autoaffondarsi in massa; solo alcune unità leggere e sommergibili furono recuperati e reimmessi in servizio dagli italo-tedeschi. Nel frattempo la Regia Marina operò sbarchi di truppe in Corsica e Tunisia, catturate facilmente: il possesso della Tunisia, verso cui ripiegava il generale Rommel dalla Libia, diveniva ora determinante per mantenere il controllo del canale di Sicilia e prevenire un'invasione della Sicilia stessa. L'iniziale afflusso delle unità dell'Asse verso i porti della Tunisia settentrionale avvenne senza grande opposizione da parte degli Alleati, ancora intenti a riorganizzarsi, e in breve tempo gli italo-tedeschi si assicurarono il possesso degli ancoraggi di Tunisi e Biserta; il contrasto ai convogli navali crebbe con il tempo, rafforzato da una superiorità di mezzi progressivamente divenuta schiacciante: il 2 dicembre la battaglia del banco di Skerki vide una forza navale britannica di tre incrociatori e due cacciatorpediniere, salpata dalla nuova base avanzata di Bona in Algeria, distruggere completamente senza subire perdite un convoglio italiano diretto in Tunisia.
L'apertura del nuovo teatro operativo spinse Supermarina a trasferire da Taranto a Napoli la squadra da battaglia, cui si era aggiunta da poche settimane la nuova corazzata Roma; i porti dell'Italia meridionale erano però alla portata dei nuovi bombardieri pesanti statunitensi e il 4 dicembre i Consolidated B-24 Liberator della United States Army Air Forces, partiti dall'Egitto, colpirono duramente il porto di Napoli: l'incrociatore leggero Muzio Attendolo colò a picco e rimasero danneggiati il Raimondo Montecuccoli e l'Eugenio di Savoia. Per evitare altri perdite le corazzate classe Littorio furono allora ridislocate a La Spezia e gli incrociatori a La Maddalena, lasciando a Taranto solo le corazzate rimodernate ritenute ormai di ridotta utilità bellica: questo decentramento, di fatto, segnò l'uscita di scena delle maggiori unità da battaglia italiane dalla campagna navale. Contro gli Alleati continuò a operare, con alterni successi, la Xª MAS: l'8 dicembre tre SLC salparono dalla Olterra, un piroscafo ancorato nel porto spagnolo di Algeciras e riattrezzato in segreto come base d'appoggio per gli incursori italiani, alla volta della rada di Gibilterra, ma la vigilanza britannica era stata accresciuta dopo le precedenti incursioni e la missione fallì. Più successo ebbe l'incursione l'11 dicembre del sommergibile Ambra contro Algeri (operazione N.A. 1): penetrato nella rada, il battello rilasciò tre SLC e dieci assaltatori i quali affondarono due mercantili e ne danneggiarono altri tre. In generale, però, il contrasto dell'Asse all'imponente operazione anfibia raccolse risultati trascurabili e costò la distruzione di 14 sommergibili, la metà tedeschi.

### 1943

#### La fine della battaglia dei convogli

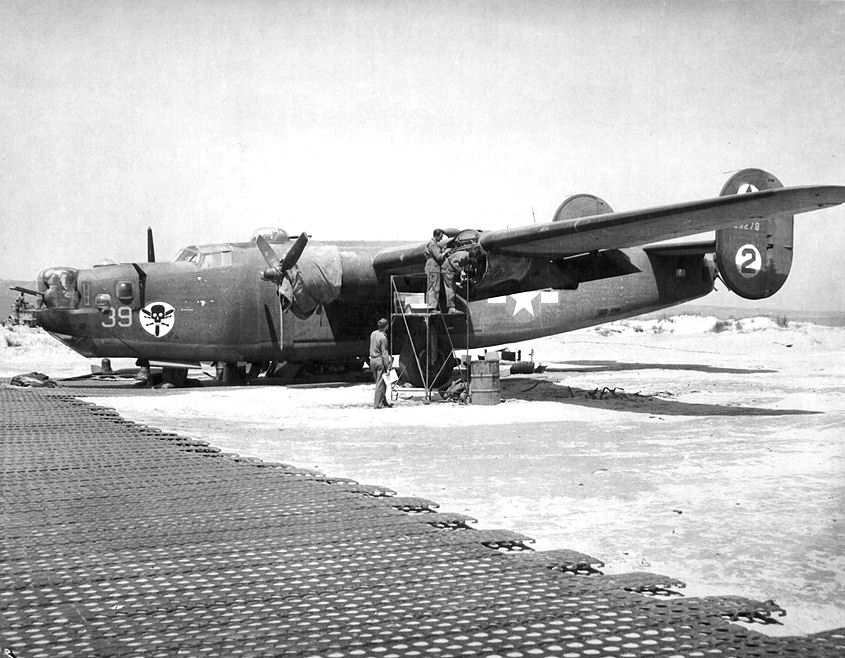
Un B-24 statunitense sottoposto a manutenzione nella base di Enfidaville in Tunisia

Perduta definitivamente la Libia (Tripoli fu occupata il 21 gennaio 1943), lo scenario della battaglia dei convogli si trasferì più a occidente, lungo le rotte che collegavano la Sicilia alla Tunisia: se da un lato il braccio di mare da percorrere era ora più ridotto, dopo due anni e mezzo di guerra il canale di Sicilia era ingombro di campi minati, i quali obbligavano le navi a percorrere corridoi prestabiliti senza quindi possibilità di grandi manovre evasive; in aggiunta, con i velivoli dell'Asse impegnati a fondo nella campagna di Tunisia gli Alleati godevano di una notevole superiorità aerea nel canale, consentendo loro un'ampia ricognizione che annullava la segretezza dei movimenti navali italo-tedeschi, facilitando gli assalti dei sommergibili di base ad Algeri e Malta e delle unità di superficie dislocate a Bona (Force Q), cui si univano i pesanti attacchi dei bombardieri B-24. La superiorità aerea avversaria fece sì che Regia Marina rinunciasse a radunare grossi convogli, preferendo inviare i mercantili in gruppi più piccoli e ricorrere massicciamente a cacciatorpediniere, alle torpediniere anche di vecchio tipo, a sommergibili, chiatte a motore e altri piccoli vascelli: inevitabilmente forte fu l'usura dei cacciatorpediniere, dei quali da gennaio solo dieci, in media, rimasero efficienti.
Non si verificarono più grandi battaglie, sostituite da una miriade di azioni su più piccola scala (in sei mesi i convogli dell'Asse subirono non meno di 253 azioni offensive di ogni specie, più del doppio di quanto registrato sulle rotte libiche): esempi furono la battaglia del convoglio Cigno il 16 aprile, durante la quale due cacciatorpediniere britannici attaccarono un convoglio di due torpediniere e un mercantile italiani con l'affondamento di un'unità a testa, o la battaglia del convoglio Campobasso il 4 maggio, che vide tre cacciatorpediniere britannici colare a picco una torpediniera e un piroscafo. Nel complesso, il periodo tra il novembre 1942 e il maggio 1943 vide l'affondamento di 243 unità navali dell'Asse di ogni tipo (tra cui 23 navi da guerra e 151 piroscafi) per più dei due terzi causato da attacchi aerei, ma la Marina riuscì a garantire un costante afflusso di rifornimenti: furono sbarcati il 93% delle truppe (72 246 uomini), il 72% dei materiali (212 060 tonnellate), il 71% dei combustibili (94 472 tonnellate), sebbene nel periodo marzo-maggio 1943 si registrasse una forte impennata nelle perdite e un drastico calo nell'invio di convogli. La resa delle ultime forze dell'Asse in Tunisia, il 13 maggio, segnò la fine della battaglia dei convogli per la Regia Marina.

La corvetta italiana Chimera appena approntata dal cantiere di Monfalcone

Proseguivano nel frattempo le operazioni dei mezzi speciali, ora portate avanti anche dalla Royal Navy tramite i suoi chariot, copie degli SLC italiani. Ai primi di gennaio 1943 i britannici tentarono un'ambiziosa operazione di forzamento simultaneo dei porti di La Maddalena e Palermo: il sommergibile HMS P311 diretto a La Maddalena con due chariot scomparve senza lasciare traccia, probabilmente cadendo vittima di uno sbarramento di mine, ma i sommergibili Trooper e Thunderbolt raggiunsero Palermo e rilasciarono cinque chariot la notte tra il 2 e il 3 gennaio, i quali affondarono lo scafo dell'incompleto incrociatore Ulpio Traiano e danneggiarono gravemente la motonave Viminale; un attacco contro Tripoli tra il 18 e il 19 gennaio fallì invece per avarie ai mezzi, mentre altri attacchi progettati contro i porti italiani furono cancellati a seguito della resa dell'Italia. La Xª MAS rispose la notte tra il 7 e l'8 maggio, quando tre SLC provenienti dalla Olterra violarono la rada di Gibilterra e danneggiarono gravemente tre mercantili, rientrando poi indenni alla base; tra giugno e agosto, inoltre, il sommozzatore Luigi Ferraro, infiltrato in Turchia con una falsa identità diplomatica, riuscì a minare e colare a picco tre mercantili nemici nei porti di Alessandretta e Mersin.

#### Lo sbarco in Sicilia

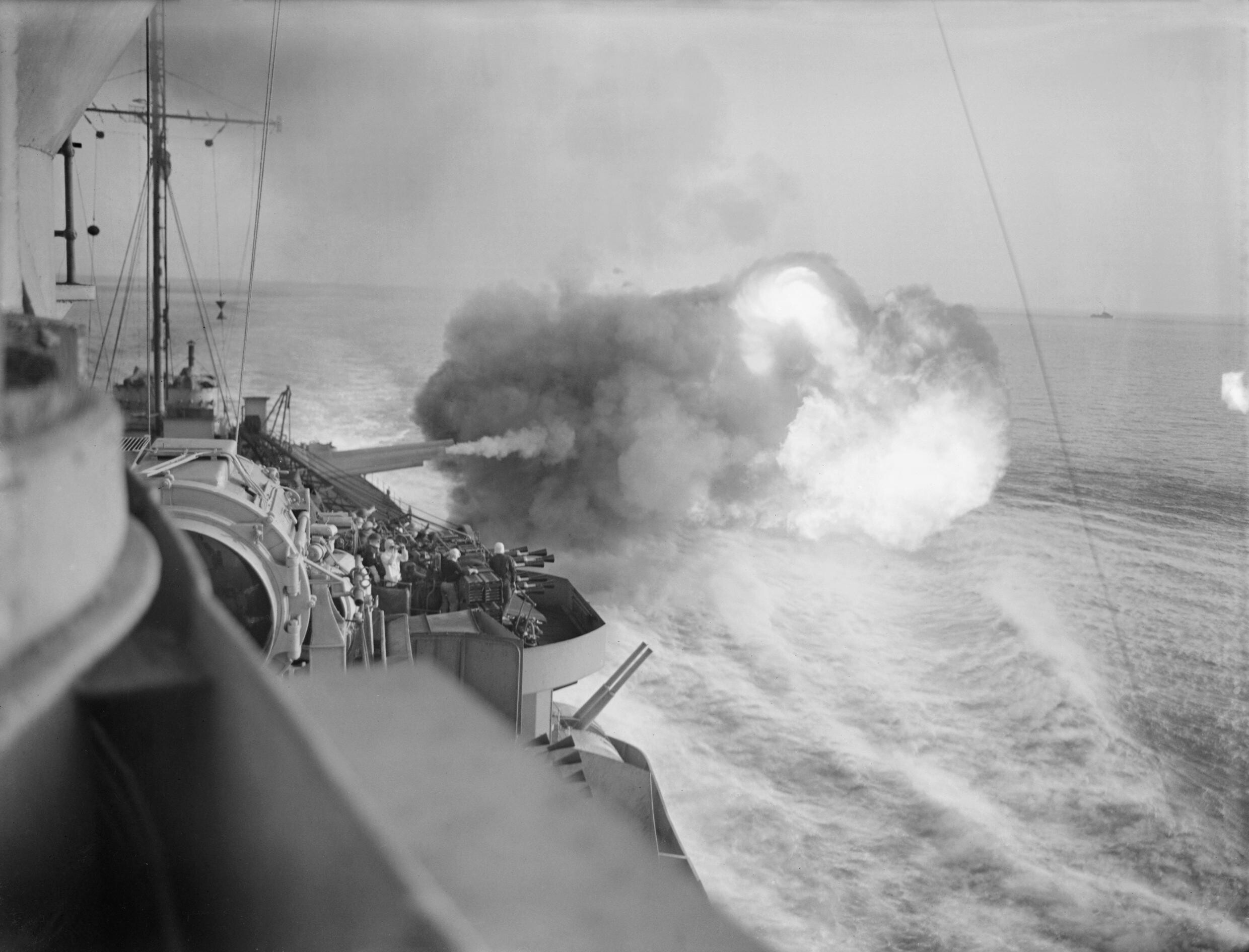
I grossi calibri della nave da battaglia Warspite fanno fuoco durante le operazioni dello sbarco in Sicilia

Il passo successivo all'occupazione alleata della Tunisia fu l'invasione della Sicilia, onde riaprire al transito dei convogli mercantili l'intero bacino del Mediterraneo. I preparativi per lo sbarco, avviati a campagna tunisina in corso, furono affiancati dal metodico martellamento dei porti italiani: il 10 aprile un violento bombardamento neutralizzò la squadra di incrociatori dislocata a La Maddalena colando a picco il Trieste e danneggiando gravemente il Gorizia; il 13 maggio un'incursione di 300 bombardieri semidistrusse la città di Cagliari e affondò una ventina di unità minori lì ormeggiate, mentre La Spezia fu duramente colpita il 19 aprile (saltò in aria il cacciatorpediniere Alpino e gravi danni ebbe l'arsenale) e il 5 giugno (le corazzate Roma e Vittorio Veneto ebbero danni di una certa gravità). Unità leggere alleate si spinsero poi ad attaccare i convogli nelle acque italiane e, nella notte tra il 1º e il 2 giugno, i cacciatorpediniere Vasilissa Olga (greco) e Jervis colarono a picco la torpediniera Castore e un mercantile al largo di Capo Spartivento. L'8 maggio iniziarono gli attacchi aerei contro Pantelleria, sottoposta a blocco navale (operazione Corkscrew): dopo pesanti bombardamenti quotidiani e un cannoneggiamento aeronavale durato dall'8 al 10, l'isola si arrese il giorno seguente. Lampedusa, contemporaneamente bersagliata dagli aerei e dalle navi alleate, capitolò il 12.
Lo sbarco in Sicilia iniziò quindi il 9 luglio 1943: l'operazione fu portata a termine da un'enorme flotta navale composta da 2 590 unità di tutti i tipi, comprese sei navi da battaglia (tra cui le modernissime HMS Howe e HMS King George V), due portaerei di linea e cinque di scorta, tre monitori, una ventina di incrociatori e un centinaio di cacciatorpediniere, parte delle quali proveniva dall'United States Eighth Fleet del viceammiraglio Henry Kent Hewitt (responsabile navale dell'assalto); le forze aeree contavano oltre 4 000 velivoli. Per quanto preavvertita dalla ricognizione dell'uscita in mare della flotta alleata, la Regia Marina decise di non impegnare le sue unità maggiori per contrastare lo sbarco: oltre al fatto che con le navi concentrate nei porti dell'Italia settentrionale qualunque reazione non sarebbe potuta avvenire prima di 25 ore, arrivando quindi a sbarchi compiuti, la schiacciante superiorità aerea nemica e la carenza di unità di scorta (si poteva contare solo su una decina di cacciatorpediniere efficienti) lasciavano prevedere un quasi certo annientamento della squadra prima ancora di ingaggiare battaglia con le navi alleate.
Il contrasto allo sbarco in Sicilia si espresse solo con mezzi leggeri: benché gravemente ridotti in numero e falcidiati dalle unità di scorta alleate (con otto unità perdute, il luglio 1943 risultò il mese con più affondamenti di sommergibili italiani della guerra), i battelli subacquei dell'Asse fecero registrare ancora qualche successo come il danneggiamento degli incrociatori HMS Cleopatra il 15 luglio (attribuito all'Enrico Dandolo) e HMS Newfoundland il 23 luglio (variamente attribuito all'Ascianghi o allo U-407); il 16 luglio la portaerei HMS Indomitable fu danneggiata da un aerosilurante italiano e il nuovissimo incrociatore leggero Scipione Africano respinse con successo, la notte tra il 16 e il 17 luglio, un attacco di motosiluranti britanniche nello stretto di Messina. A inizio agosto Supermarina, a dispetto del contegno passivo, decise di bombardare Palermo ormai occupata con gli incrociatori leggeri della VII Divisione (Eugenio di Savoia, Montecuccoli) e VIII Divisione (Giuseppe Garibaldi, Emanuele Filiberto Duca d'Aosta): il primo reparto, però, ripiegò la mattina del 6 dopo aver bersagliato alcune unità nemiche vicino Ustica, e l'VIII Divisione, intrapresa un'incerta avanzata nella nebbia, si ritirò la sera dell'8 agosto in seguito all'avvistamento di incrociatori nemici. Infine le unità minori della Regia Marina si impegnarono a fondo per evacuare la guarnigione italo-tedesca dalla Sicilia (operazione Lehrgang), traghettando con successo attraverso lo stretto di Messina più di 100 000 uomini e 17 000 tonnellate di materiali. Il 17 agosto la Sicilia intera fu occupata dagli anglo-statunitensi.

#### L'armistizio dell'Italia

La corazzata Littorio, già ribattezzata Italia, in rotta verso Malta il 9 settembre 1943, giorno in cui fu colpita da una bomba tedesca

Lo sbarco in Sicilia e la sua perdita furono una delle concause che portarono alla caduta del fascismo e, subito dopo, all'avvio di negoziati segreti tra Italia e Alleati, sfociati il 3 settembre nell'armistizio di Cassibile; la sua entrata in vigore fu rimandata al momento del principale sbarco delle forze alleate nella penisola italiana e, per non allertare i tedeschi, le operazioni belliche della Regia Marina (tenuta del resto quasi all'oscuro delle trattative armistiziali) furono portate avanti come di consueto: il 7 settembre il sommergibile Velella fu silurato e affondato dal pari tipo britannico HMS Shakespeare al largo di Punta Licosa, divenendo così l'ultima unità perduta dalla Regia Marina in azioni di combattimento contro gli Alleati. Ora agli ordini dell'ammiraglio Carlo Bergamini, la flotta da battaglia italiana si stava nel frattempo preparando a un'ultima sortita contro le squadre anglo-statunitensi con l'impiego di tutte le unità superstiti: se gli Alleati fossero sbarcati a Gaeta o Salerno, come si riteneva più probabile, sarebbero intervenute le unità concentrate a La Spezia e comprendenti le tre corazzate classe Littorio, cinque incrociatori leggeri, dieci cacciatorpediniere, una quindicina tra torpediniere e corvette e una quindicina di sommergibili; in caso di operazioni anfibie in Puglia sarebbe intervenuta la squadra di Taranto con le vecchie corazzate Andrea Doria e Duilio, tre incrociatori leggeri, un cacciatorpediniere, una decina tra torpediniere e corvette e nove sommergibili. Le navi ebbero ordine di combattere «fino alle ultime conseguenze».
Invece dell'ordine di partenza, la sera dell'8 settembre arrivò del tutto inaspettatamente la comunicazione ufficiale dell'avvenuta stipula di un armistizio, seguita dalle istruzioni alla squadra per consegnarsi agli Alleati a Malta o presso uno dei porti da loro controllati, ricorrendo all'autoaffondamento solo se ogni movimento fosse stato impossibile. Bergamini protestò e avanzò l'idea di autoaffondare le navi, ma dopo un colloquio telefonico con i suoi superiori (il capo di stato maggiore e ministro della Marina ammiraglio Raffaele de Courten e il sottocapo di stato maggiore Luigi Sansonetti) acconsentì a portare la squadra da battaglia non a Malta ma a La Maddalena, in attesa di ulteriori sviluppi. La formazione lasciò La Spezia la mattina del 9 settembre, mentre i tedeschi procedevano al disarmo e alla cattura dei reparti italiani; navigando a ovest della Corsica, Bergamini raggiunse alle 13:00 l'isola dell'Asinara, dove ricevette la notizia che La Maddalena era caduta in mano tedesca e che la squadra doveva raggiungere subito Bona in Algeria. Già individuata da ricognitori della Luftwaffe, la formazione fu attaccata a più riprese da bombardieri tedeschi tramite le nuove bombe plananti Ruhrstahl SD 1400: la corazzata Roma, centrata in pieno, esplose e affondò con più di 1 300 morti (tra cui l'ammiraglio Bergamini), mentre la Italia (ex Littorio) fu colpita due volte ma poté proseguire. Ora al comando dell'ammiraglio Romeo Oliva, la squadra giunse a Bona e la mattina del 10 settembre a Malta. L'incrociatore leggero Attilio Regolo, tre cacciatorpediniere e tre torpediniere, fermatisi a recuperare i naufraghi della Roma, raggiunsero invece Mahón nelle Baleari e qui furono internati dalle autorità spagnole.

Il Giulio Germanico in allestimento a Castellammare di Stabia

Il trasferimento delle navi dislocate a Taranto si svolse senza incidenti e le unità raggiunsero Malta il 10 settembre; altre unità arrivarono per conto proprio dal Tirreno e dall'Adriatico, tra cui la corazzata Giulio Cesare sulla quale un tentativo di ammutinamento fu risolto senza conseguenze dopo alcune trattative tra equipaggio e comandante. La corvetta Baionetta, scortata dall'incrociatore Scipione Africano, imbarcò dai porti di Pescara e Ortona il re Vittorio Emanuele III con la famiglia reale e il governo, fuggiti da Roma, e li condusse in salvo a Brindisi. I cacciatorpediniere Ugolino Vivaldi e Antonio da Noli, inizialmente distaccati a Civitavecchia per prendere a bordo il sovrano da questo porto, tentarono poi di ricongiungersi alla squadra di Bergamini a La Maddalena ma furono affondati nelle Bocche di Bonifacio da attacchi tedeschi. A Bastia, in Corsica, la torpediniera Aliseo del capitano di fregata Carlo Fecia di Cossato intervenne con forza contro i tedeschi che avevano attaccato le locali unità italiane, affondando diverse imbarcazioni nemiche e liberando la torpediniera Ardito che era stata catturata. Numerose altre unità di grande tonnellaggio o minori, impossibilitate a muoversi perché danneggiate o ancora in allestimento, furono catturate dai tedeschi in porto, non senza scontri con gli equipaggi italiani: il capitano di corvetta Domenico Baffigo, comandante l'incrociatore leggero Giulio Germanico ancora in allestimento a Castellammare di Stabia, coordinò la difesa della base e i duri scontri con i tedeschi per tre giorni, prima di essere catturato con l'inganno e fucilato.

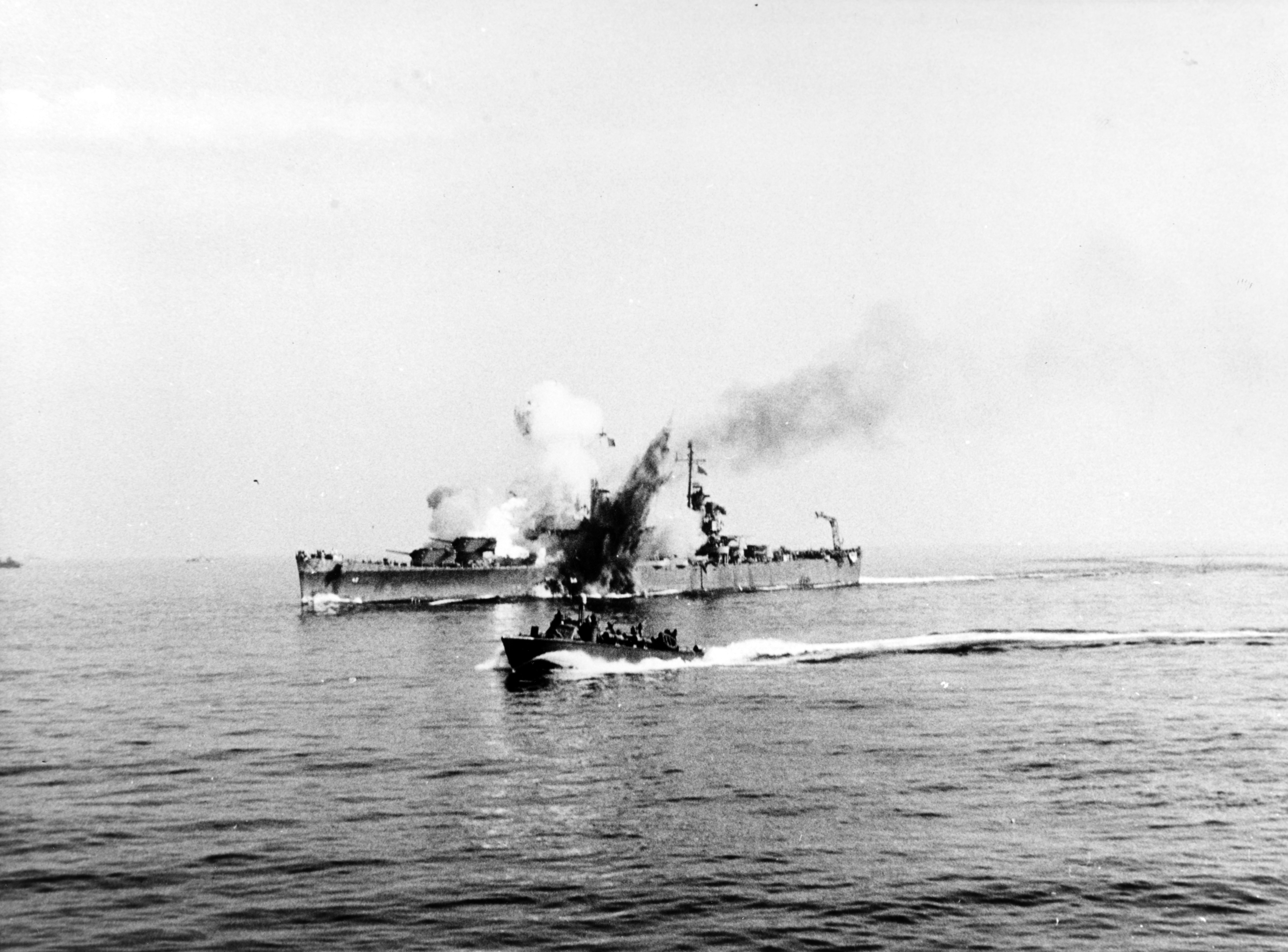
L'incrociatore statunitense Savannah nel momento in cui viene centrato da una bomba planante tedesca al largo di Salerno

Mentre erano in corso i convulsi eventi dell'armistizio italiano, la mattina del 9 settembre gli Alleati intrapresero l'assalto anfibio alla penisola: un contingente secondario prese terra a Taranto senza incontrare opposizione ma perse il posamine HMS Abdiel, carico di truppe, saltato su uno sbarramento minato depositato dai tedeschi all'ultimo minuto; il contingente principale approdò a Salerno e nelle prime ore s'imbatté in una debole resistenza tedesca che, tuttavia, andò rapidamente rafforzandosi. I duri contrattacchi alla testa di ponte minacciarono seriamente di ricacciare in mare il contingente alleato, che fu in grado di mantenere le posizioni grazie alla schiacciante potenza di fuoco fornita dalla flotta d'appoggio (più di 500 unità comprese quattro navi da battaglia, due portaerei di linea e quattro di scorta, due monitori, undici incrociatori). Contro le navi alleate i tedeschi lanciarono solo attacchi aerei, facendo del resto largo ricorso alle bombe plananti Ruhrstahl SD 1400 e ai missili teleguidati Henschel Hs 293, un'arma di nuova concezione già sperimentata in agosto nel Golfo di Biscaglia: le SD 1400 furono responsabili del grave danneggiamento degli incrociatori leggeri USS Savannah l'11 settembre e HMS Uganda il 13 e della corazzata Warspite il 16, un Hs 293 centrò e distrusse la nave ospedale HMHS Newfoundland il 13 settembre.

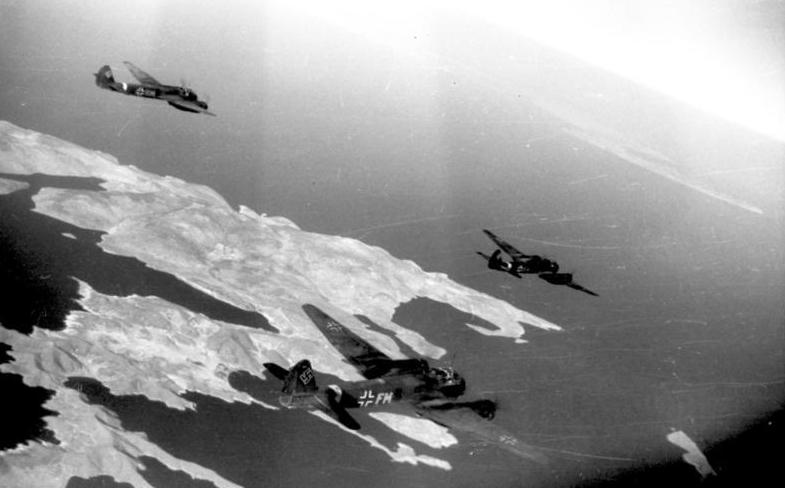
Un gruppo di Junkers Ju 88 in volo sopra Stampalia. In alto a destra è visibile l'isola di Coo.

Nei giorni seguenti l'armistizio le unità della Regia Marina furono impiegate nel difficile compito di evacuare le forze italiane dal settore dei Balcani: nonostante gli ostacoli frapposti dai comandi alleati, ancora diffidenti, e gli attacchi aerei tedeschi che provocarono varie vittime, circa 25 000 uomini furono tratti in salvo dalle navi italiane. La resistenza opposta dalle guarnigioni italiane del Dodecaneso costrinse i tedeschi ad una vasta campagna, anche per via del tentativo britannico di portare aiuto agli italiani; questi, formati da personale poco addestrato e con morale basso, reagirono comunque agli attacchi nemici nonostante gli ordini contraddittori del comando di Rodi, dove l'ammiraglio Campioni aveva capitolato dopo duri scontri con i tedeschi. A Lero l'ammiraglio Luigi Mascherpa ingaggiò pesanti combattimenti, sebbene la collaborazione con il contingente britannico arrivato in aiuto rimanesse piuttosto difficile; una certa superiorità aerea consentì alla Luftwaffe di ostacolare con successo le missioni di rifornimento della Royal Navy: nelle incursioni rimasero affondati i cacciatorpediniere Vasilissa Olga, Euro e HMS Intrepid, mentre su mine andò perduto il cacciatorpediniere Eclipse. Caduta Lero il 16 novembre, cessò di fatto l'ultima resistenza degli italo-britannici nel Dodecaneso: le guarnigioni rimaste furono evacuate o raggiunsero la neutrale Turchia per farsi internare. La campagna era costata svariate perdite alla Royal Navy (sei cacciatorpediniere e due sommergibili affondati, varie altre unità danneggiate) e un numero elevato di prigionieri italiani morì durante il trasporto in Grecia a causa dei campi minati o delle azioni britanniche sul mare: ad esempio il piroscafo Gaetano Donizetti, requisito dai tedeschi e caricato di armi e 1 600 prigionieri, fu intercettato dal cacciatorpediniere Eclipse il 23 settembre e affondato insieme alla sua scorta, la torpediniera TA 10 (ex-francese La Pomone), senza alcun superstite. Il piroscafo Oria, stipato con oltre 4 000 persone, s'incagliò invece sullo scoglio Medina a 25 miglia dal Pireo, a causa delle terribili condizioni meteorologiche: solo 21 italiani, cinque tedeschi e un greco furono salvati dai rimorchiatori intervenuti in soccorso.

### 1944 - 1945

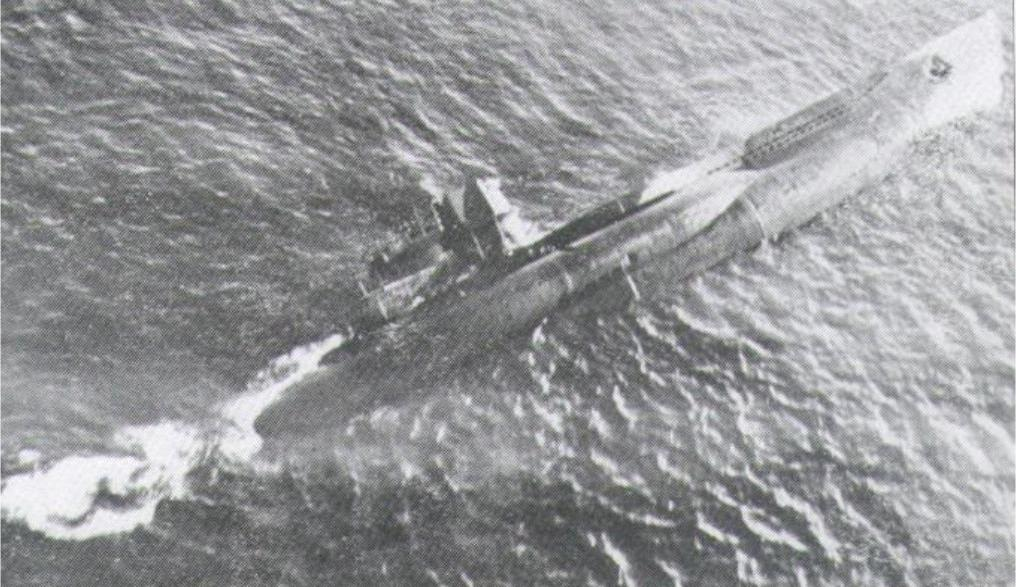
Il sommergibile tedesco U-617 in procinto di affondare al largo di Melilla dopo un attacco aereo britannico

Dopo la resa dell'Italia e gli eventi della campagna del Dodecaneso, il ritmo delle operazioni navali nel Mediterraneo calò drasticamente. La Kriegsmarine entrò in possesso e rimise in servizio un gran numero di unità leggere catturate alla Regia Marina (torpediniere, corvette, dragamine), ma la sproporzione delle forze a vantaggio degli Alleati costrinse i tedeschi ad azioni limitate sul mare: organizzarono un sistema di convogli costieri dai porti dell'Italia settentrionale alla linea del fronte nell'Italia centrale, depositarono numerose mine e tentarono qualche rapida puntata offensiva contro il traffico nemico nell'area di Napoli o tra la Sardegna e la Corsica. Il governo collaborazionista della Repubblica Sociale Italiana creò una propria marina militare (Marina Nazionale Repubblicana), che incontrò lo scarso favore della Germania la quale le cedette solo un pugno di unità operative; i tedeschi si dimostrarono invece molto più interessati a stringere una collaborazione con la Xª MAS, che sotto la direzione del capitano di fregata Junio Valerio Borghese si era riorganizzata dopo gli eventi armistiziali in una forza sostanzialmente autonoma. Equipaggiata con MAS, barchini esplosivi e minisommergibili classe CB, la forza di Borghese operò a fianco dei tedeschi tanto nel Tirreno quanto nel mar Adriatico.

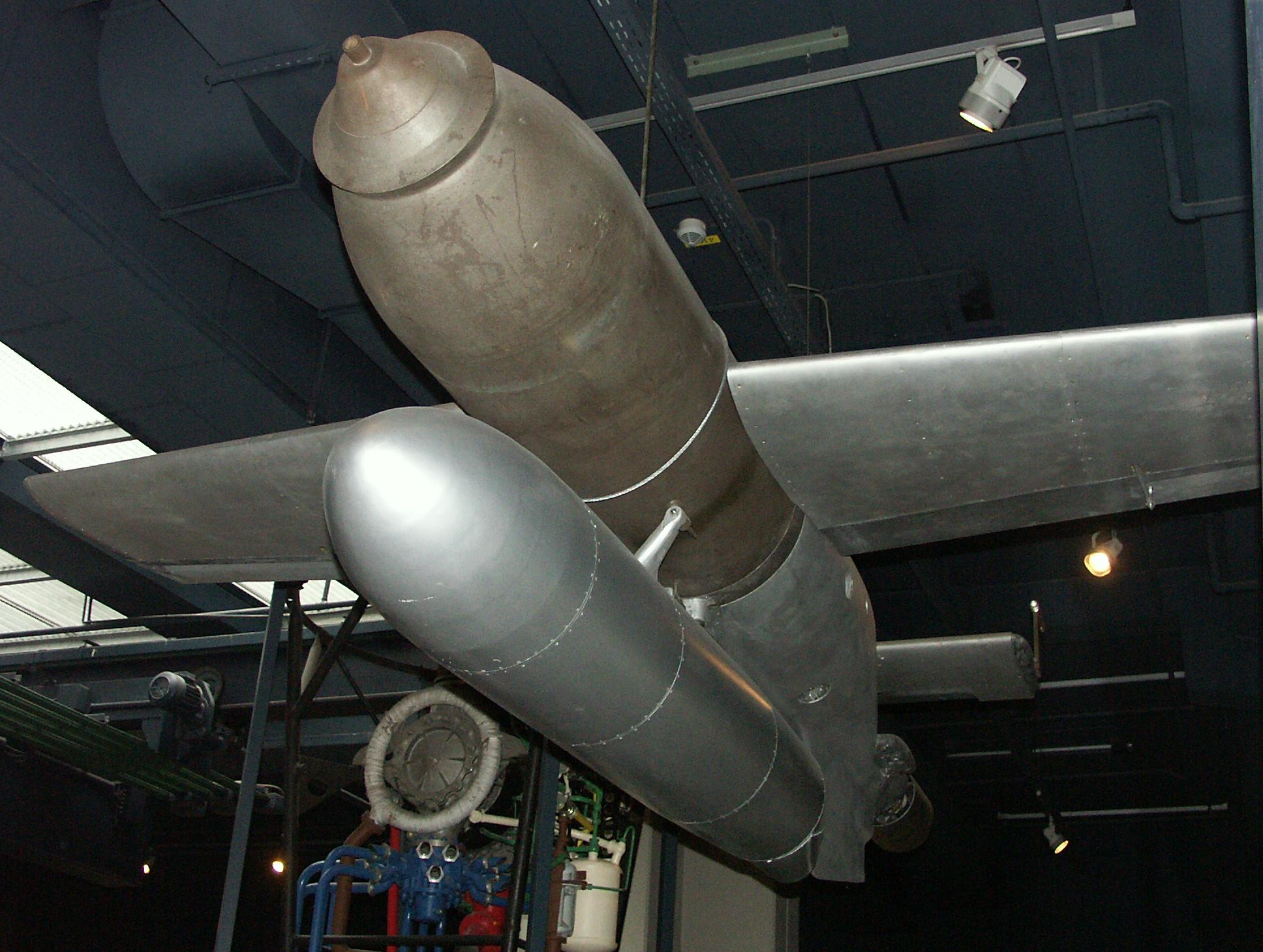
Un missile guidato tedesco Henschel Hs 293

Il 22 gennaio 1944 gli Alleati lanciarono una nuova operazione anfibia su vasta scala nel teatro italiano: sostenute da una flotta d'appoggio di cinque incrociatori, 24 cacciatorpediniere e numerose unità minori, truppe anglo-statunitensi sbarcarono ad Anzio (operazione Shingle) al fine di aggirare la linea Gustav e aprirsi la via per Roma. Si ritrovarono invece bloccate in una stretta testa di ponte dalla resistenza dei tedeschi, che subito dispiegarono i mezzi insidiosi della Kriegsmarine e della Xª MAS; a dispetto degli sforzi, comunque, si ebbero pochissimi successi a fronte di diverse perdite e vano si rivelò l'impiego dei mezzi speciali tedeschi come i siluri pilotati Neger. La minaccia maggiore per le navi alleate venne ancora dalla Luftwaffe e, in particolare, dagli attacchi tramite missili guidati: già il 23 gennaio al largo di Anzio il cacciatorpediniere britannico Janus fu affondato da un siluro e il connazionale Jervis danneggiato da una bomba planante, seguiti il giorno dopo dai cacciatorpediniere statunitensi USS Mayo e USS Plunkett centrati rispettivamente da un missile Hs 293 e da una bomba planante. Nonostante la copertura aerea dei caccia anglo-statunitensi obbligasse i tedeschi a tentare attacchi solo al crepuscolo, la minaccia dei missili obbligò i comandanti alleati ad allontanare dalla testa di ponte le loro principali unità da guerra; tuttavia il 29 gennaio la Luftwaffe ottenne il suo maggior successo con gli Hs 293 affondando in rapida successione l'incrociatore britannico HMS Spartan e il cargo Liberty statunitense Samuel Huntington. La pericolosità di simili armi aveva già indotto alla ricerca di metodi di contromisura elettronici, volti a disturbare i sistemi di guida dei missili nemici, ma alla fine il modo migliore per annullare le incursioni della Luftwaffe fu l'intesa campagna di bombardamento delle basi aeree tedesche in Italia.
Pure gli ultimi U-boot nel Mediterraneo continuarono a operare contro i convogli alleati, nonostante il forte contrasto delle unità antisommergibili: il 15 febbraio lo U-410 affondò l'incrociatore britannico Penelope in rientro da Anzio a Napoli senza scorta; il 30 marzo lo U-223, pesantemente attaccato da naviglio leggero alleato e in procinto di affondare, riuscì a silurare il cacciatorpediniere HMS Laforey. L'ultimo successo degli U-boot nel Mediterraneo fu registrato dallo U-453, che il 19 maggio affondò il grosso mercantile britannico Fort Missanabie al largo delle coste meridionali della Calabria. Furono i bombardamenti aerei a neutralizzare infine questa minaccia: due pesanti incursioni contro Tolone il 5 luglio e il 6 agosto fecero strage dei rimanenti U-boot in Mediterraneo occidentale e i tre battelli sopravvissuti nella base di Salamina furono autoaffondati nel settembre 1944, al momento della ritirata tedesca dalla Grecia.
Il 15 agosto una numerosa flotta alleata di 843 navi (tra cui sette corazzate, nove portaerei e 18 incrociatori) e più di 1 200 mezzi da sbarco lanciò l'invasione anfibia della Francia meridionale: le unità leggere della Kriegsmarine poterono fare ben poco per contrastare questa forza d'invasione, anche se scontri navali si verificarono a Port Cros il 15 agosto e a La Ciotat il 17 agosto; l'intervento dei bombardieri della Lutwaffe con i loro missili guidati fu efficacemente contrastato dai sistemi di disturbo elettronico ormai massicciamente usati dagli Alleati, con un unico Hs 293 messo a segno su un mezzo da sbarco il 15 agosto; al contrario i continui attacchi aerei alleati decimarono ben presto i velivoli tedeschi in Francia. Le unità navali anglo-statunitensi appoggiarono poi l'avanzata dei reparti terrestri lungo la Costa Azzurra, venendo inutilmente contrastate dai mezzi speciali tedeschi e italiani: l'ultimo successo della Xª MAS fu registrato nella notte tra il 16 e il 17 aprile 1945, quando un barchino esplosivo danneggiò in modo irreparabile il cacciatorpediniere francese Trombe al largo delle coste liguri.
Di fronte alla richiesta da parte del "Regno del Sud" di utilizzare le forze armate italiane nelle operazioni militari contro i tedeschi, delle quali la Marina costituiva la parte più integra, il comando alleato dispose l'attivazione delle unità leggere (cacciatorpediniere, torpediniere e corvette) in operazioni di scorta ai convogli, mentre motosiluranti e sommergibili furono impiegati in missioni di infiltrazione di informatori e sabotatori dietro le linee nemiche. Gli incrociatori fecero crociere di vigilanza, anche in Atlantico, ma le navi da battaglia rimasero internate nei Laghi amari nonostante un ventilato impiego in Estremo Oriente, in parte anche a causa della loro scarsa autonomia. Molto attiva fu l'unità Mariassalto, che raccolse gli operatori della Xª MAS riparati a sud o liberati dai campi di prigionia degli Alleati, la quale stabilì una solida collaborazione con le unità d'assalto britanniche partecipando anche ad alcune loro operazioni: il 21 giugno 1944 una motosilurante italiana infiltrò due chariot con equipaggi britannici a La Spezia dove affondarono lo scafo dell'immobilizzato incrociatore Bolzano, mentre il 18 aprile 1945 due chariot con equipaggi italiani tentarono senza successo di affondare lo scafo della portaerei Aquila nel porto di Genova.
L'ultimo scontro tra unità di superficie fu la battaglia del mar Ligure il 18 marzo 1945: una formazione tedesca, che rientrava da una missione di minamento al largo della Corsica, fu attaccata dai cacciatorpediniere Lookout e Meteor e perse due torpediniere, ex italiane, della classe Ariete (TA24 ex Arturo, TA29 ex Eridano); solo il cacciatorpediniere Premuda, ridenominato TA 32, riuscì a salvarsi pur danneggiato. Il 24 aprile seguente i tedeschi iniziarono a evacuare Genova e la Liguria autoaffondando le unità che ancora possedevano in zona; le ultime imbarcazioni della Kriegsmarine nell'alto Adriatico si arresero poi agli Alleati dopo l'entrata in vigore della Resa di Caserta il 2 maggio.

## Bilancio finale
Dal giugno 1940 al settembre 1943 la Regia Marina perse complessivamente 380 unità militari (comprese quelle impiegate su teatri diversi dal bacino del Mediterraneo) per complessive 334 757 tonnellate: una nave da battaglia, dodici incrociatori, 44 cacciatorpediniere, 41 torpediniere, 84 sommergibili e 198 unità minori o ausiliarie. Le perdite umane riportate nello stesso intervallo ammontarono a 23 640 uomini (compresi gli equipaggi delle navi mercantili), di cui 19 040 in mare e 4 600 a terra; nello stesso periodo di tempo andarono perdute per tutte le cause 1 278 unità mercantili per complessive 2 272 707 tonnellate di stazza lorda. Nel periodo seguente il settembre 1943 andarono invece perdute per tutte le cause 386 navi militari, quasi tutte nel giro di pochi giorni dopo l'8 settembre: una nave da battaglia, sei incrociatori, 62 unità tra cacciatorpediniere, torpediniere e corvette, 27 sommergibili e 290 tra unità minori e ausiliarie, mentre le perdite umane ammontarono a 10 219 uomini (2 239 in mare, 7 980 a terra). A queste perdite vanno poi sommate le 199 unità militari non ancora varate e in costruzione sugli scali, tutte cadute in mano ai tedeschi al momento dell'armistizio, e la perdita di altre 1 214 unità mercantili per complessive 976 902 tonnellate.
La Royal Navy, con le marine del Commonwealth aggregate, riportò nel Mediterraneo la perdita di una nave da battaglia, due portaerei, 20 incrociatori, un monitore, 67 cacciatorpediniere, 45 sommergibili e varie altre unità ausiliarie; la Marina greca perse due navi da difesa costiera, un incrociatore, quattro cacciatorpediniere, 10 torpediniere e quattro sommergibili e la United States Navy accusò la distruzione di otto tra cacciatorpediniere e cacciatorpediniere di scorta. Le perdite di unità minori della Kriegsmarine nel bacino sono difficili da stimare, ma tutti e 62 gli U-boot penetrati in Mediterraneo furono affondati, con altri nove battelli perduti a ovest dello stretto di Gibilterra mentre tentavano di forzarlo.
Il conflitto navale nel Mediterraneo si sviluppò in maniera difforme da come era stato immaginato dai due contendenti principali: gli scontri diretti tra i due nuclei da battaglia della Royal Navy e della Regia Marina furono sempre azioni marginali e infruttuose, con l'unica eccezione, rappresentata da Capo Matapan, dovuta a circostanze fortuite e non preventivate. Il confronto tra i due contendenti fu invece una battaglia di convogli reciproca, in cui entrambi si dedicavano tanto a insidiare le linee di rifornimento dell'altro quanto a proteggere le proprie. Le valutazioni sulla battaglia dei convogli italiani sono spesso molto divergenti: vari studiosi, e in particolare tedeschi, la considerarono fondamentalmente una sconfitta, sottolineando che i periodi di maggiori affondamenti di mercantili coincisero spesso con lo svolgimento delle grandi battaglie nel deserto libico, facendo quindi mancare i rifornimenti alle forze dell'Asse proprio nel momento di massimo bisogno. Altri studiosi, in particolare quelli vicini agli ambienti della Marina, tendono invece a dare un giudizio positivo dell'attività dei convogli diretti in Libia, rimarcando il fatto che in totale il 91,6% del personale e l'85,9% del materiale riuscì a raggiungere con successo la destinazione e che la scarsità di rifornimenti al fronte era dovuta anche alla penuria dei carichi inviati dalla madrepatria. L'andamento della battaglia dei convogli fu in effetti alquanto altalenante e un giudizio complessivo non è facile: periodi di transito quasi indisturbato o con perdite accettabili (ad esempio da giugno a novembre 1940, il primo semestre del 1941 o dal gennaio all'agosto 1942) si alternavano a intervalli di gravi perdite che quasi recidevano le linee di comunicazione (come tra agosto e dicembre 1941 o dal settembre 1942 in poi), in particolare dopo l'ingresso nel bacino delle preponderanti forze aeronavali statunitensi: con esse venne meno ogni speranza di mantenere i collegamenti con il fronte nordafricano. In generale la battaglia viene considerata da diversi storici come una costosa vittoria italiana (per quanto da condividere con le forze aeree e subacquee tedesche), l'unica ottenuta dalla Marina nel conflitto ma pagata con un logoramento di forze che finì con il rendere inutilizzabile la flotta da battaglia: come rileva lo storico M. G. Knox, «la Regia Marina portò i convogli a destinazione attraverso il sacrificio, non con la sagacia tattica».
Il ruolo di Malta nella battaglia del Mediterraneo è stato parimenti oggetto di giudizi contrapposti. Diversi storici mettono in risalto il suo ruolo centrale come base avanzata della Royal Navy, di fondamentale importanza per le attività aeree e subacquee contro i convogli italiani, rimarcando come un grave errore la mancata occupazione italiana nel giugno-luglio 1940, quando era praticamente indifesa. Il ruolo di Malta non fu però costante, dacché nei primi mesi del 1941 e poi ancora dal gennaio al maggio-giugno 1942 fu quasi inutilizzabile come base militare per via dei costanti bombardamenti aerei, che resero altamente insicuro il porto e crivellarono gli aeroporti di crateri e buche. Centrale nella neutralizzazione di Malta fu l'intervento della Luftwaffe, la cui azione ed efficacia furono però sempre poste in subordine alle esigenze del fronte orientale; fu perciò impossibile mantenere una pressione costante che avrebbe potuto portare a una resa per fame dell'isola a metà 1942. L'ipotetica occupazione di Malta con una grande invasione, come quella progettata per il maggio-giugno 1942 che contemplava lanci di paracadutisti e sbarchi di truppe in vari punti dell'isola, fu sempre valutata scetticamente dai comandi dell'Asse per via delle molte insidie e novità che l'azione comportava.
La decisione di impiegare Malta come base militare contro i convogli diretti in Libia obbligò di converso i britannici a impegnarsi a fondo per rifornire costantemente l'isola (mentre al contrario le loro forze in Egitto potevano essere rifornite tramite la rotta di circumnavigazione dell'Africa, lunga ma in gran parte sicura). Anche la battaglia dei convogli britannica ebbe un andamento altalenante: i 17 convogli organizzati per l'isola tra il giugno 1940 e il gennaio 1942 transitarono con perdite irrisorie (due mercantili affondati e una decina danneggiati sui circa 60 impiegati), ma gli otto partiti tra febbraio e novembre 1942 dovettero registrare perdite pari al 45% dei mercantili impiegati; in totale, dei 102 mercantili inviati a Malta 35 non arrivarono a destinazione e 42 furono danneggiati, con una percentuale di perdite pari al 35% (per contro, quella dei mercantili italiani inviati in Libia si attestò sul 9% e quella dei mercantili inviati in Tunisia sul 17%, anche se le missioni effettuate raggiunsero quasi il migliaio). La difesa dei convogli per Malta costò alla Royal Navy una grossa fetta delle perdite di navi militari registrate nel bacino (due portaerei, cinque incrociatori, 21 cacciatorpediniere e una mezza dozzina di unità minori): nel contrasto dei grandi e fortemente scortati convogli britannici gli italo-tedeschi si dimostrarono abili nell'impiegare contemporaneamente una pluralità di mezzi offensivi diversi (navi di superficie, motosiluranti, sommergibili, bombardieri e aerosiluranti), come dimostrato dalle battaglie di mezzo giugno e mezzo agosto.
Nonostante le caratteristiche generali del Mediterraneo non fossero favorevoli all'impiego dei mezzi subacquei (acque chiare e trasparenti, notti brevi nel periodo estivo, nebbia poco frequente), entrambi gli schieramenti fecero forte uso di sommergibili. L'enorme flotta subacquea italiana raccolse risultati modesti: i 164 sommergibili in servizio con la Regia Marina affondarono dal giugno 1940 al settembre 1943 solo dieci unità militari (tra cui quattro incrociatori, un cacciatorpediniere e un sommergibile) per 23 000 tonnellate di dislocamento e 12 mercantili per 39 000 tonnellate di stazza; per converso i 62 U-boot tedeschi causarono tra il settembre 1941 e il settembre 1944 l'affondamento di 37 unità militari (tra cui una nave da battaglia, due portaerei, tre incrociatori e 10 cacciatorpediniere) per 146 000 tonnellate di dislocamento e 95 mercantili per 331 000 tonnellate di stazza. I sommergibili della Royal Navy (integrati da un pugno di battelli greci, olandesi e polacchi) dovettero registrate forti perdite nei primi mesi di guerra, ma in seguito divennero sempre più efficaci e nei sei mesi successivi alla battaglia di El Alamein arrivarono a rivendicare l'affondamento di 254 000 tonnellate di naviglio mercantile; sommergibili britannici e alleati furono inoltre molto attivi nel contrasto dei mezzi subacquei nemici, affondando 14 sommergibili italiani e quattro U-boot tedeschi oltre a tre incrociatori e sette cacciatorpediniere italiani. Quello dei mezzi d'assalto insidiosi fu invece l'unico settore in cui la Regia Marina rimase all'avanguardia per tutta la durata del conflitto: in 22 azioni di cui 12 conclusesi con qualche successo, gli incursori italiani affondarono un incrociatore e 23 mercantili per 130 572 tonnellate di stazza.